# Schmalspurbahn Mosel–Ortmannsdorf
| Ausschnitt der Streckenkarte Sachsen (1902) |                         |                                                 |                              |
| Streckennummer: | sä. MO                  |                                                 |                              |
| Kursbuchstrecke: | 145d (1934) 168d (1946) |                                                 |                              |
| Streckenlänge: | 13,997 km               |                                                 |                              |
| Spurweite: | 750 mm (Schmalspur)     |                                                 |                              |
| Minimaler Radius: | 150 m                   |                                                 |                              |
| Streckengeschwindigkeit: | 25 km/h                 |                                                 |                              |
| |                         |                                                 |                              |
| \| \| \| Anschl. Papierfabrik Crossen \| \| \| \| \| \| \| \| \| 0,00 \| Mosel (Anschluss an Bahnstrecke Dresden–Werdau) \| 257 m \| \| \| \| \| \| \| \| 2,07 \| Muldenbrücke \| Muldenbrücke \| \| \| 2,30 \| Wulm \| 249 m \| \| \| 2,48 \| Brücke Mülsenbach \| Brücke Mülsenbach \| \| \| 2,90 \| Brücke Mülsenbach \| Brücke Mülsenbach \| \| \| 4,04 \| Niedermülsen \| 267 m \| \| \| 5,82 \| Thurm \| 273 m \| \| \| 6,20 \| Anschl. Gebrüder Stephan \| Anschl. Gebrüder Stephan \| \| \| 6,30 \| Brücke Mühlgraben \| Brücke Mühlgraben \| \| \| 6,72 \| Stangendorf \| 283 m \| \| \| 8,65 \| Mülsen St. Micheln \| 305 m \| \| \| 9,79 \| Mülsen St. Jacob \| 311 m \| \| \| 11,01 \| EÜ Wirtschaftsweg \| EÜ Wirtschaftsweg \| \| \| 11,10 \| Brücke Amselgrund \| Brücke Amselgrund \| \| \| 11,18 \| Bach \| Bach \| \| \| 11,64 \| Mülsen St. Niclas \| 329 m \| \| \| 12,60 \| EÜ Lindenweg (18 m) \| EÜ Lindenweg (18 m) \| \| \| 13,54 \| EÜ Wirtschaftsweg \| EÜ Wirtschaftsweg \| \| \| 13,62 \| Viadukt Ortmannsdorf \| Viadukt Ortmannsdorf \| \| \| 13,94 \| Ortmannsdorf \| 339 m \| |                         |                                                 |                              |
| Strecke von rechts (außer Betrieb) |                         | Anschl. Papierfabrik Crossen                    | Anschl. Papierfabrik Crossen |
| |                         |                                                 |                              |
| Bahnhof (Strecke außer Betrieb) | 0,00                    | Mosel (Anschluss an Bahnstrecke Dresden–Werdau) | 257 m                        |
| |                         |                                                 |                              |
| Brücke über Wasserlauf (Strecke außer Betrieb) | 2,07                    | Muldenbrücke                                    | Muldenbrücke                 |
| Haltepunkt / Haltestelle (Strecke außer Betrieb) | 2,30                    | Wulm                                            | 249 m                        |
| Brücke über Wasserlauf (Strecke außer Betrieb) | 2,48                    | Brücke Mülsenbach                               | Brücke Mülsenbach            |
| Brücke über Wasserlauf (Strecke außer Betrieb) | 2,90                    | Brücke Mülsenbach                               | Brücke Mülsenbach            |
| Haltepunkt / Haltestelle (Strecke außer Betrieb) | 4,04                    | Niedermülsen                                    | 267 m                        |
| Haltepunkt / Haltestelle (Strecke außer Betrieb) | 5,82                    | Thurm                                           | 273 m                        |
| Abzweig geradeaus und von rechts (Strecke außer Betrieb) | 6,20                    | Anschl. Gebrüder Stephan                        | Anschl. Gebrüder Stephan     |
| Brücke über Wasserlauf (Strecke außer Betrieb) | 6,30                    | Brücke Mühlgraben                               | Brücke Mühlgraben            |
| Haltepunkt / Haltestelle (Strecke außer Betrieb) | 6,72                    | Stangendorf                                     | 283 m                        |
| Haltepunkt / Haltestelle (Strecke außer Betrieb) | 8,65                    | Mülsen St. Micheln                              | 305 m                        |
| Haltepunkt / Haltestelle (Strecke außer Betrieb) | 9,79                    | Mülsen St. Jacob                                | 311 m                        |
| Brücke (Strecke außer Betrieb) | 11,01                   | EÜ Wirtschaftsweg                               | EÜ Wirtschaftsweg            |
| Brücke (Strecke außer Betrieb) | 11,10                   | Brücke Amselgrund                               | Brücke Amselgrund            |
| Brücke über Wasserlauf (Strecke außer Betrieb) | 11,18                   | Bach                                            | Bach                         |
| Haltepunkt / Haltestelle (Strecke außer Betrieb) | 11,64                   | Mülsen St. Niclas                               | 329 m                        |
| Brücke (Strecke außer Betrieb) | 12,60                   | EÜ Lindenweg (18 m)                             | EÜ Lindenweg (18 m)          |
| Brücke (Strecke außer Betrieb) | 13,54                   | EÜ Wirtschaftsweg                               | EÜ Wirtschaftsweg            |
| Brücke (Strecke außer Betrieb) | 13,62                   | Viadukt Ortmannsdorf                            | Viadukt Ortmannsdorf         |
| Kopfbahnhof Streckenende (Strecke außer Betrieb) | 13,94                   | Ortmannsdorf                                    | 339 m                        |

Die Schmalspurbahn Mosel–Ortmannsdorf (auch bekannt als Mülsengrundbahn) war eine sächsische Schmalspurbahn. Sie verlief von Mosel an der Hauptbahn Dresden–Werdau ausgehend durch den Mülsengrund nach Ortmannsdorf. Die 1885 eröffnete Strecke wurde 1951 stillgelegt.

## Geschichte
Bereits beim Bau des Abschnitts Chemnitz–Zwickau der Strecke zwischen Dresden und Werdau wurden Untersuchungen für eine Streckenführung über Mülsen St. Jacob durchgeführt, die Variante über Glauchau erhielt aber schließlich den Vorzug. Den zweiten Versuch gab es 1869, als eine Petition beim Sächsischen Landtag für eine Strecke von Zwickau über Mülsen St. Jacob und Lichtenstein nach St. Egidien einging. Eine Privatbahngesellschaft erhielt zwar 1870 die Konzession dafür, durch den Deutsch-Französischen Krieg wurde die Konzession später wieder zurückgezogen, da danach der Privatbahnbau vom Königreich Sachsen nicht mehr gefördert wurde. Die 1879 eröffnete normalspurige Bahnstrecke Stollberg–St. Egidien lag auch abseits des Mülsengrundes. An den schlechten Verkehrsbedingungen – bis 1885 besaß der Mülsengrund nichtmal ein eigenes Postamt – änderte sich daher nichts. Allerdings war man in Dresden schon zu diesem Zeitpunkt gewillt, mit dem Bau einer Bahnstrecke die wirtschaftliche Situation im Mülsengrund zu verbessern, denn der Mülsengrund gehörte damals zu den ärmeren Gegenden Sachsens.
Der sächsische König Albert besuchte im Juli 1880 bei einer Reise den Mülsengrund, während seines Besuchs wurde von den Bewohnern wieder lautstark ein Eisenbahnanschluss gefordert. In einem Dekret wurde am 4. Januar 1884 der Bahnbau im Mülsengrund erneut eingefordert, was wenig später vom Sächsischen Landtag auch genehmigt wurde. Als Ausgangspunkt wurde der Bahnhof Mosel an der Hauptbahn Dresden–Werdau bestimmt, da von dort die kürzestmögliche Trassenführung durch die hochwassergefährdete Talaue der Zwickauer Mulde möglich war. Mosel konnte sich dabei gegen Glauchau-Schönbörnchen durchsetzen, letzteres wäre aber aus verkehrstechnischer Sicht der bessere Anschlussbahnhof gewesen. Durch den Bahnbau erhoffte man sich eine spürbare Verbesserung der schlechten wirtschaftlichen Lage des Tals.
Am 15. Juli 1884 begann man mit dem Bau der Strecke als schmalspurige Sekundärbahn. Außer dem Viadukt in Ortmannsdorf waren keine größeren Kunstbauten nötig, so dass der Bau recht schnell voranschritt. Die Baukosten wurden ursprünglich mit über 1,4 Mio. Mark veranschlagt, die tatsächliche Summe lag am Ende aber deutlich unter 1,0 Mio. Mark. Mehr als 1/4 der Bausumme wurde für den Oberbau ausgegeben. Am 1. November 1885 wurde die Strecke von Mosel nach Ortmannsdorf eröffnet, es war die elfte Streckeneröffnung oder -verlängerung einer sächsischen Schmalspurbahn. Bereits bei der Fahrt des Eröffnungszuges gab es den ersten Betriebsunfall, als in der Haltestelle Mülsen St. Jacob mehrere Wagen entgleisten und umstürzten.
Zunächst nahm die Strecke eine vergleichbare Entwicklung, wie alle sächsischen Schmalspurbahnen. Eine nennenswerte Ansiedlung von Industrie entlang der Strecke gelang jedoch nicht, sodass die Verkehrsleistungen insgesamt auf niedrigem Niveau blieben. Bis in die 1890er Jahre erbrachte die Schmalspurbahn Gewinne, aber seit Beginn des 20. Jahrhunderts gehörte die Strecke zu den unrentabelsten Schmalspurbahnen in Sachsen. Vor der Jahrhundertwende wurde mehrere Entwürfe für eine Verbindung ausgehend vom Bahnhof Höhlteich (später Bahnhof Neuoelsnitz) mit der Schmalspurbahn Wilkau–Wilzschhaus erstellt, der letzte derartige Plan wurde 1899 abgelehnt. Neben einer schwierigen Topografie waren drei erfolglose Probebohrungen der Gewerkschaft Oberzschocken nach Steinkohle um 1900 maßgeblich für die Aufgabe der Erweiterungspläne, da diese Verlängerung nicht wirtschaftlich gewesen wäre. Auch die Fortführung bis zum Bahnhof Neuoelsnitz scheiterte 1908 endgültig. Seit 1919 verkehrten Sonntags keine Züge mehr.
Nach der Weltwirtschaftskrise, in der zahlreiche kleine Betriebe schließen mussten, arbeiteten die bisherigen Weber auswärts und sorgten so für einen gewissen Berufsverkehr und damit auch für eine Änderung des Transportergebnisses. Seit 1936 betrieb zuerst die Kraftverkehrsgesellschaft Sachsen, später auch die Deutsche Reichsbahn Buslinien durch den Mülsengrund. Da diese schneller und preiswerter als die Schmalspurbahn waren, war eine Einstellung des Personenverkehrs absehbar. Am 14. Mai 1939 verkehrten (vorerst) die letzten Personenzüge.
Durch den Zweiten Weltkrieg stiegen die Transportleistungen im Güterverkehr wieder an, aufgrund des allgemeinen Fahrzeug-, Treibstoff- und Materialmangels wurde der Personenverkehr ab dem 1. Mai 1944 auch wieder mit der Schmalspurbahn durchgeführt, berechnet wurde bei der Schmalspurbahn bis zur Betriebseinstellung 1951 der Bustarif. Vorerst wurde nur der Abschnitt Thurm–Ortmannsdorf bedient, da der Bus den Bahnhof Mosel ebenfalls nicht angefahren hatte. In Thurm bestand aber ein Anschluss zum Bus nach Zwickau. Erst mit dem Ende des Zweiten Weltkriegs wurden die Züge wieder bis Mosel geführt, einzelne endeten aber immer noch in Thurm.
Mit dem Ende des Zweiten Weltkriegs verkomplizierte sich der Bahnbetrieb enorm, da die vorläufige Besatzungsgrenze die Bahnstrecke teilte. Erst mit dem Abzug der amerikanischen Truppen am 15. Juli 1945 wurden die zuvor nötigen Passierscheine nicht mehr benötigt.
Am 21. Mai 1951 wurde der Verkehr mit der Begründung, Material für den Berliner Außenring zu benötigen, endgültig eingestellt, und die Strecke wurde sofort nach der Betriebseinstellung abgebaut. Der Abbau war im Juli 1951 fertiggestellt.
Noch heute zeugen einige erhaltene Gebäude wie der Ortmannsdorfer Bahnhof mit seinem Lokschuppen und Streckenmarkierungen sowie noch vorhandene Überbleibsel von Widerlagern usw. von der Existenz der Mülsengrundbahn.

## Streckenbeschreibung

### Verlauf

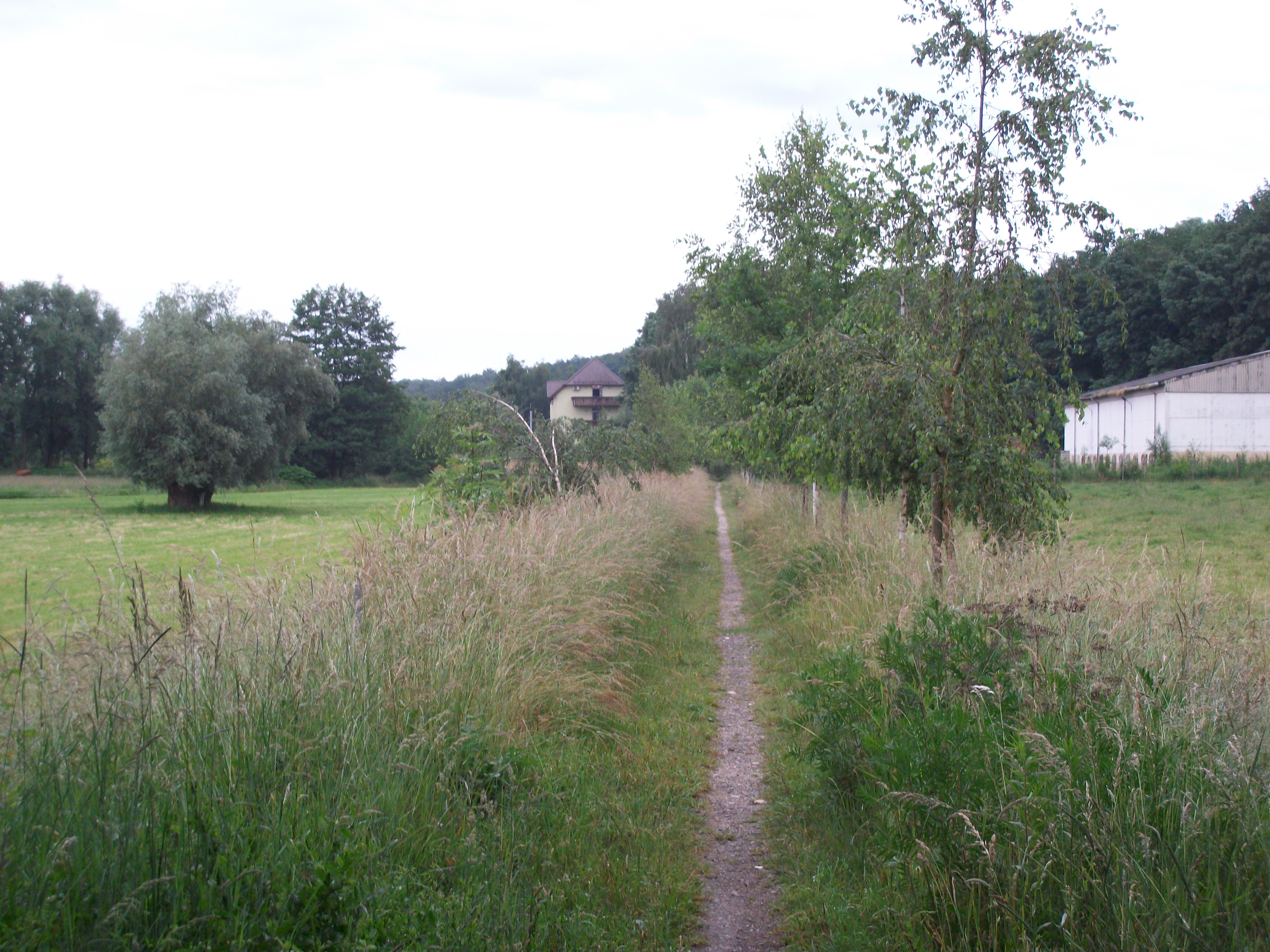
Ehem. Bahntrasse zwischen Wulm und Niedermülsen (2016)

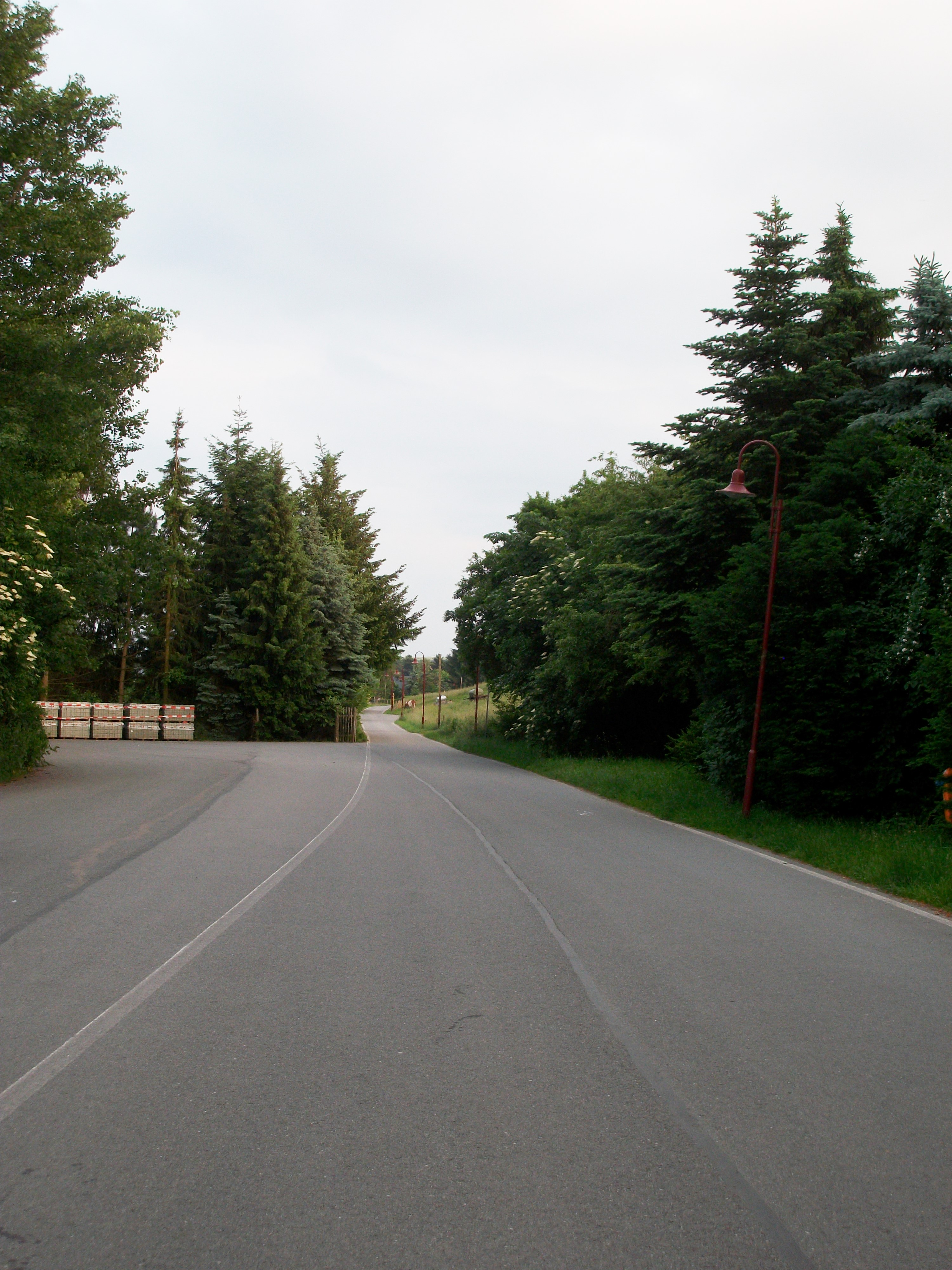
Hst Mülsen St. Micheln, Blick Richtung Ortmannsdorf (2016)

Im Gegensatz zu zahlreichen anderen sächsischen Schmalspurbahnen lag die Strecke komplett auf einem eigenen Planum. Die Schmalspurbahn begann am Bahnhof Mosel am rechten Ufer der Zwickauer Mulde, wo sie Anschluss an die Bahnstrecke Dresden–Werdau und die Industriebahn Zwickau–Crossen–Mosel hatte. Die Gleise der Schmalspurbahn befanden sich neben denen der Regelspur. An der nördlichen Bahnhofsausfahrt trennte sich die Schmalspurbahn mittels einer etwa 90°-Rechtskurve von der Regelspur. Die ersten Kilometer wurden bei der Erweiterung des VW-Werks Mosel überbaut. In diesem Bereich unterquert die zur Schnellstraße ausgebaute Bundesstraße 93 im Moseler Tunnel die Bahnstrecke. Hinter dem VW-Werk führte die Bahn in östlicher Richtung über eine Wiesenfläche. Nachdem die Moseler Allee gekreuzt wurde, umfuhr die die Schmalspurbahn den Ort Schlunzig ohne Halt im Süden. Heute ist die Trasse hier als „Bimmelbahnweg“ asphaltiert. Kurz darauf wurde bei Kilometer 2,072 auf einer Stahlbrücke die Zwickauer Mulde überquert, bei Kilometer 2,22 folgte der Bahnübergang Crossener Straße.
Nach einer Rechtsdrehung in Richtung Südosten wurde bei Kilometer 2,3 der Haltepunkt Wulm erreicht. Heute erinnert nur noch der Stumpf der Bahnulme an den einstigen Standort. Hinter dem Haltepunkt Wulm führte die Bahnstrecke über eine Wiese gen Niedermülsen. Vor der Begradigung des Mülsenbachs wurde dieser nun zweimal überquert. Im Ortsbereich von Niedermülsen verläuft heute auf der Bahntrasse die Straße „Bahndamm Unterdorf“. Nachdem die Trasse ein kleines Stück der Berthelsdorfer Straße folgt, wurde bei Kilometer 4,04 der Haltepunkt Niedermülsen erreicht. Seit 2011/12 erinnert neben der Bahnulme ein Traglastenwagen auf einem Stück wieder errichtetem Gleisbett an die Station.
In Richtung Thurm verlief die heute von Birken gesäumte Trasse schnurgerade an einem See vorbei. Etwas später wird heute eine Kleingartenanlage passiert. Die Berthelsdorfer Straße verläuft in einem Bogen nördlich neben der Trasse her. Am Ortsausgang von Niedermülsen ist die Strecke heute als „Bahndamm Oberdorf“ ausgewiesen. Sie geht nun nahtlos in den Weg „Alter Bahndamm“ über. In Thurm verläuft dieser nun in Richtung Südosten parallel zur Thurmer Nebenstraße und zum Mülsenbach. Kurz vor der nächsten Station wurde kurz der Mülsenbach tangiert. Heute befindet sich hier die Straße „An der alten Brauerei“. Nach Passieren der Zwickauer Straße wurde bei Kilometer 5,82 die verkehrsgünstig im Zentrum von Thurm gelegene Haltestelle Thurm erreicht. Heute befindet sich an dieser Stelle der örtliche Busbahnhof mit Wendeschleife.
Durch Thurm verläuft die Bahnstrecke heute zunächst als „Thurmer Nebenstraße“ gen Mülsen. Später folgt ein Stück, in dessen Bereich sie durch ein Werksgelände überbaut ist. Anschließend folgt eine Wohnsiedlung, in der die Trasse als „Uferstraße“ ausgewiesen ist. Hinter der Ortsgrenze zu Stangendorf befand sich bei Kilometer 6,72 die Haltestelle Stangendorf. Die hölzerne Wartehalle ist originalgetreu erhalten. Eine Besonderheit ist, dass sie quer zur Trasse steht. Hinter der Haltestelle verläuft der Bahndamm als asphaltierter „Weideweg“ und „Baumschulenweg“ in Richtung Mülsen St. Micheln. Dort verläuft die Bahnstrecke heute als „Otto-Boessneck-Straße“ bzw. als Straße „Am Bahndamm“ weiter. Nachdem in Höhe der St. Michelner Kirche die „Auerbacher Straße“ gekreuzt wurde, lag bei Kilometer 8,647 die Haltestelle Mülsen St. Micheln, dessen quer zur Trasse stehendes hölzernes Wartehaus mit den Bahnulmen, ähnlich wie in Stangendorf, heute noch erhalten ist.
Der folgende Abschnitt führt heute immer gen Süden als asphaltierte Straße „Am Bahndamm“ bis zur folgenden Station. Die Haltestelle Mülsen St. Jacob wurde bei Kilometer 9,79 erreicht. Während sich das heute noch erhaltene, aber geschlossene Bahnhofshotel vor der „Dresdner Straße“ (Bundesstraße 173) befand, lag die nicht mehr vorhandene Wartehalle hinter dem Bahnübergang. An ihrem Standort wurde die Bahnulme im Jahr 2000 neu gepflanzt. Durch Mülsen St. Jacob verlief die Bahnstrecke nun über die Straßen „An der Linde“, „Jacobusstraße“ und „Am Bahndamm“. Von der nun folgenden „Klingebrücke“ über den „Amseltalbach“ sind noch die Widerlager erhalten. Sie befand sich in der Nähe der St. Jacober Kirche. Hinter dem Viadukt ist die Trasse heute teilweise verbaut.
Nachdem die „Vettermannstraße“/ „Obere Zwickauer Straße“ gekreuzt wurde, war bei Kilometer 11,641 die Haltestelle Mülsen St. Niclas erreicht. Ihr Standort ist heute mit Garagen überbaut, einzig der Güterschuppen an der Ortmannsdorfer Ausfahrt ist bis heute erhalten. Durch Mülsen St. Niclas führte die Bahnstrecke nun südwestlich an den Grundstücken vorbei. Im Zentrum von Mülsen St. Niclas befinden sich heute die Straßen „Am Ring“ und „Alter Bahndamm“ auf der Trasse. Bei Kilometer 13,618 überquerte die Mülsengrundbahn auf dem 72 Meter langen Viadukt Ortmannsdorf, das sich jedoch in Mülsen St. Niclas befand, die Hauptstraße und den Mülsenbach. Von der Brücke existieren nur noch ein Brückenpfeiler und die Widerlager. Nach wenigen Metern war nun am Ortsausgang von Mülsen St. Niclas bei Kilometer 13,94 der Bahnhof Ortmannsdorf erreicht. Die Gebäude des Bahnhofs sind bis heute erhalten und restauriert. Während das Empfangsgebäude und der Lokschuppen noch auf St. Niclaser Flur liegen, ist das Wirtschaftsgebäude das einzige Haus des Bahnhofs, das sich auf Ortmannsdorfer Flur befindet. Das Streckenende wurde bei Kilometer 13,997 erreicht.

### Betriebsstellen
Mosel ⊙

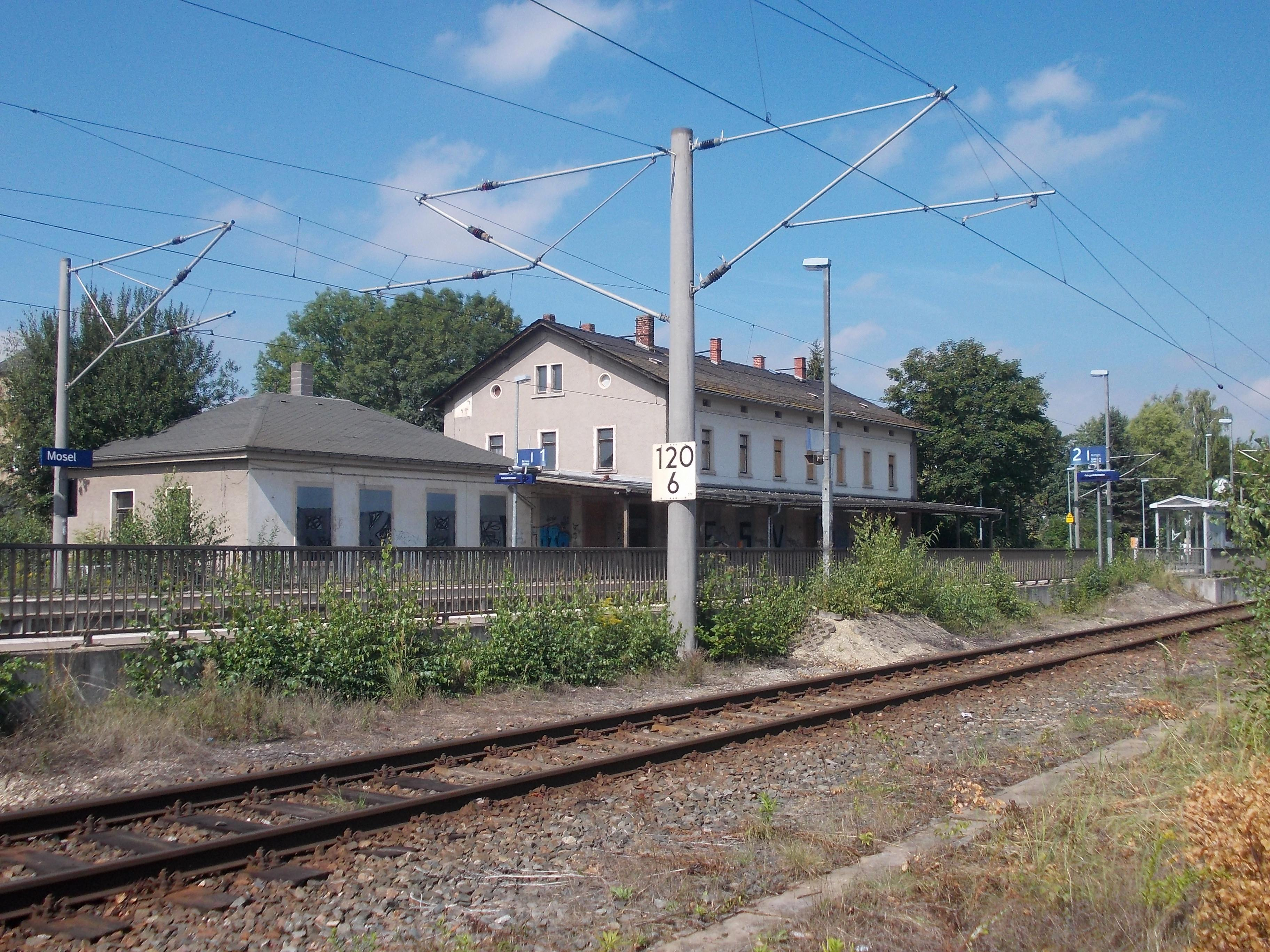
Bahnhof Mosel (2015)

Der Haltepunkt Mosel bestand seit der Eröffnung der normalspurigen Bahnstrecke Dresden–Werdau im Jahr 1858 und wurde am 1. Januar 1875 zum Bahnhof erhoben. Mit der Eröffnung der Schmalspurbahn Mosel–Ortmannsdorf wurde Mosel im Jahr 1885 zum lokalen Bahnknoten, zuvor war schon eine private Bahngesellschaft während des Gründerkrachs mit dem Bahnbau durch den Mülsengrund gescheitert. 1893 kam die nur dem Güterverkehr dienende Bahnstrecke Zwickau–Crossen–Mosel hinzu, vor allem im Güterverkehr hatte Mosel fortan Bedeutung. Die Schmalspurbahn wurde 1951 stillgelegt und abgebaut, auch die Industriebahn verlor in den 1990er Jahren ihre Bedeutung. Neben dem Berufsverkehr zum nahegelegenen Fahrzeugwerk Zwickau beginnt auch die rege genutzte Anschlussbahn zu diesem Werk in Mosel.
Der Bahnhof Mosel war mit allen typischen Einrichtungen, die für einen Spurwechselbahnhof nötig waren, ausgerüstet, dazu gehörten eine Umladehalle und eine Überladerampe. Weiter waren an Hochbauten ein Empfangsgebäude, ein dreiständiges Heizhaus, ein Kohleschuppen, ein Güterschuppen und ein Wirtschaftsgebäude vorhanden. Ein Stand des Heizhauses wurde bereits seit Bahneröffnung für Wagenreparaturen genutzt, ein zweiter seit 1904. Eine Besonderheit war der Wasserkran im Heizhaus. Der Schmalspurbereich bestand aus elf Gleisen mit 15 Weichen, der Regelspurbereich aus fünf Gleisen. Die Mülsengrundbahn verfügte im Bahnhof über einen Güterschuppen, der heute als einziger Zeuge der Schmalspurbahn im Bahnhof Mosel existiert. Der Lokschuppen befand sich an der nördlichen Bahnhofsausfahrt. Das Areal der Schmalspurgleise liegt heute größtenteils brach.
Anschl. Papierfabrik Crossen
Dieses 3,5 km lange Anschlussgleis bestand nur von 1887 bis 1895, in diesem Zeitraum hatte es aber großen Anteil am Güterverkehr der Gesamtstrecke. Nach dem Bau eines normalspurigen Anschlussgleises zur Industriebahn Zwickau–Crossen–Mosel wurde das schmalspurige Gleis aufgelassen.
Wulm ⊙

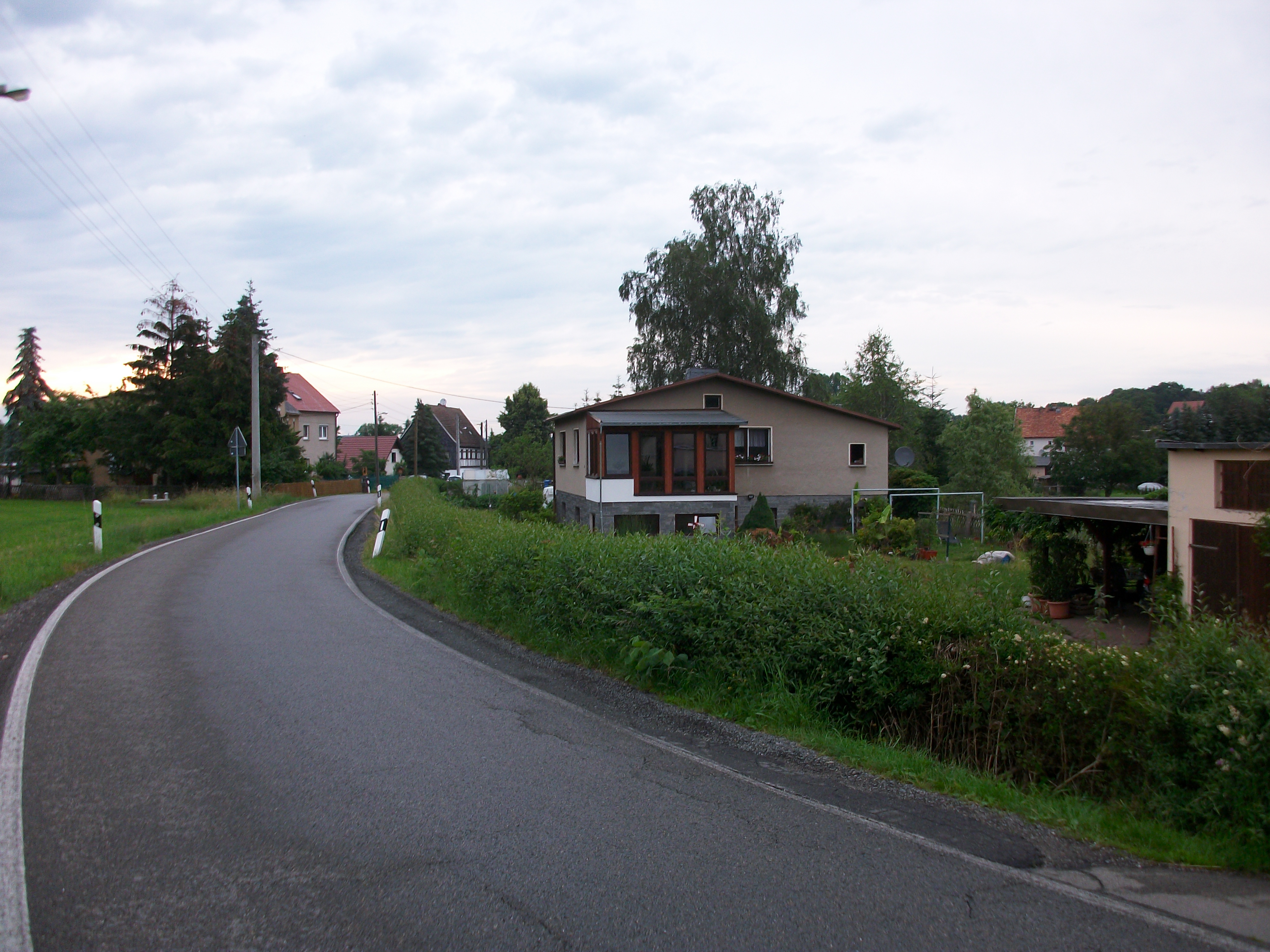
Hp Wulm (2016), die Station befand sich im Bereich des Wohnhauses vorn

Der Haltepunkt Wulm befand sich bei Kilometer 2,3 nordöstlich des eigentlichen Orts Wulm an der „Crossener Straße“ zwischen Zwickauer Mulde und Mülsenbach. Aus Richtung Mosel wurde kurz vorher die Zwickauer Mulde über eine Brücke und der Bahnübergang „Crossener Straße“ passiert. Die Gebäude dieser Station bestanden aus eine Wartehalle aus Holz und einem Abtritt. Nach der Einstellung des Personenverkehrs wurde die Wartehalle 1939 nach Thurm gebracht und dort aufgestellt. Das einstige Bahngelände wurde mit einem Wohnhaus überbaut und wird heute als Wohngrundstück genutzt. Einzig der Stumpf der Bahnulme erinnert noch an den Standort. In Richtung Ortmannsdorf wurde kurz hinter dem Haltepunkt der Mülsenbach passiert.
Niedermülsen ⊙
Der Haltepunkt Niedermülsen befand sich bei Kilometer 4,04 südlich von Niedermülsen an der „Berthelsdorfer Straße“. An Hochbauten war hier eine Wartehalle und ein Wagenkasten vorhanden. Güterverkehr fand nur während des Zweiten Weltkriegs statt. Dazu wurde eine kleine Rampe für die Verladung von Motoren gebaut. Nach Wiederaufnahme des Personenverkehrs musste die Rampe 1944 entfernt werden. Die Wartehalle ist nicht mehr vorhanden, ihr Standort ist von einem Wohnhaus überbaut. Die mächtige Bahnulme zeugt noch vom einstigen Standort. Der „Arbeitskreis Mülsengrundbahn“, der sich um die Geschichte der Mülsengrundbahn und den Erhalt von Relikten der Bahn kümmert, verlegte im Jahr 2011 im Stationsgelände ein Gleisjoch zur Erinnerung an den Haltepunkt. Nachdem dieses noch im Jahr 2011 verlängert wurde, konnte 2012 der Traglastenwagen 970-492 aus Döbeln, wo einst die Schmalspurbahn Oschatz–Mügeln–Döbeln verkehrte, erworben und in Niedermülsen aufgestellt werden. Weiterhin wurde am Standort ein Schrankenstein aus dem Jahr 1886 wieder errichtet. Der Haltepunkt ist Station der Dampfbahn-Route Sachsen.

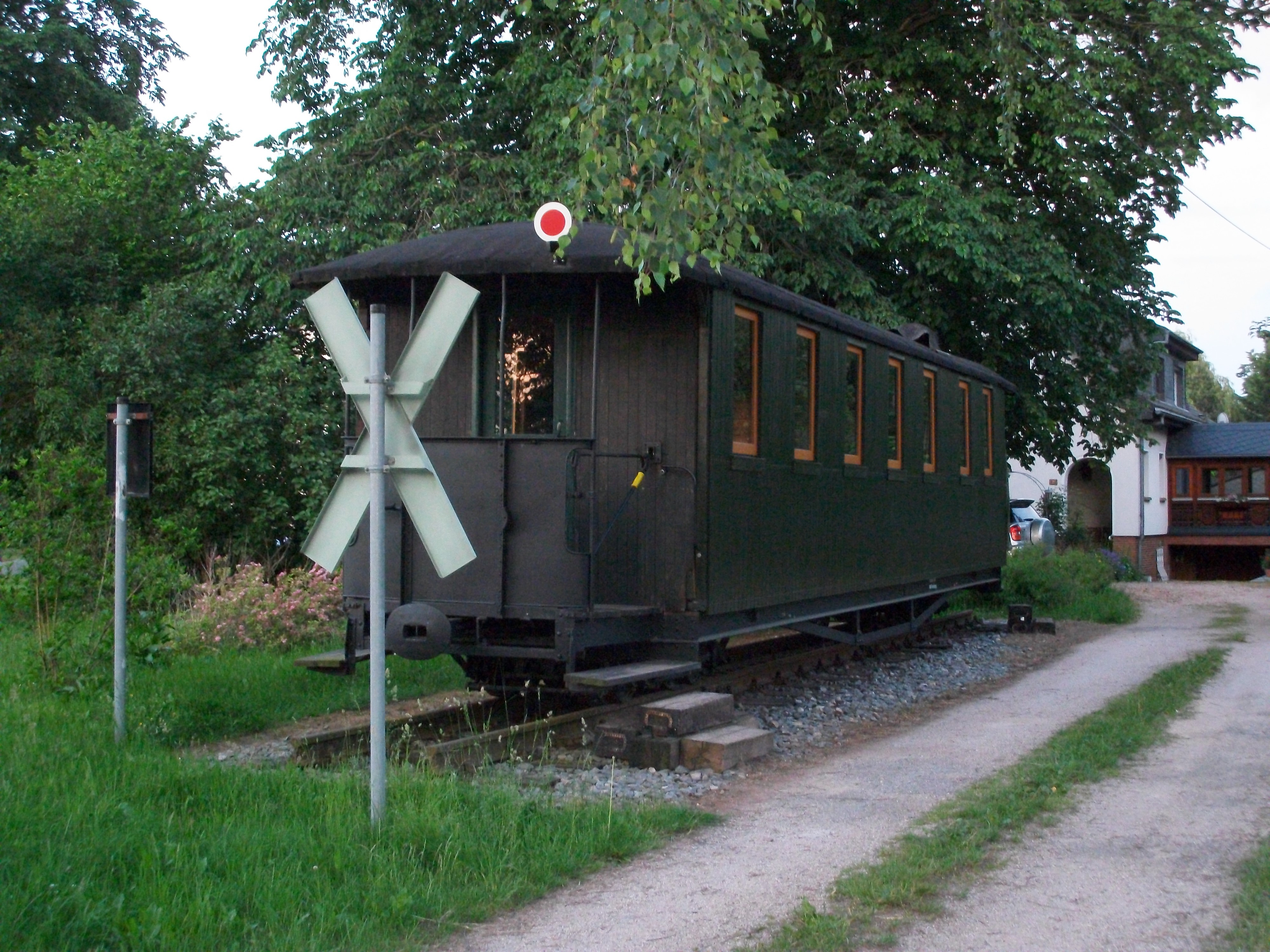
Hp Niedermülsen (2016) mit Traglastenwagen
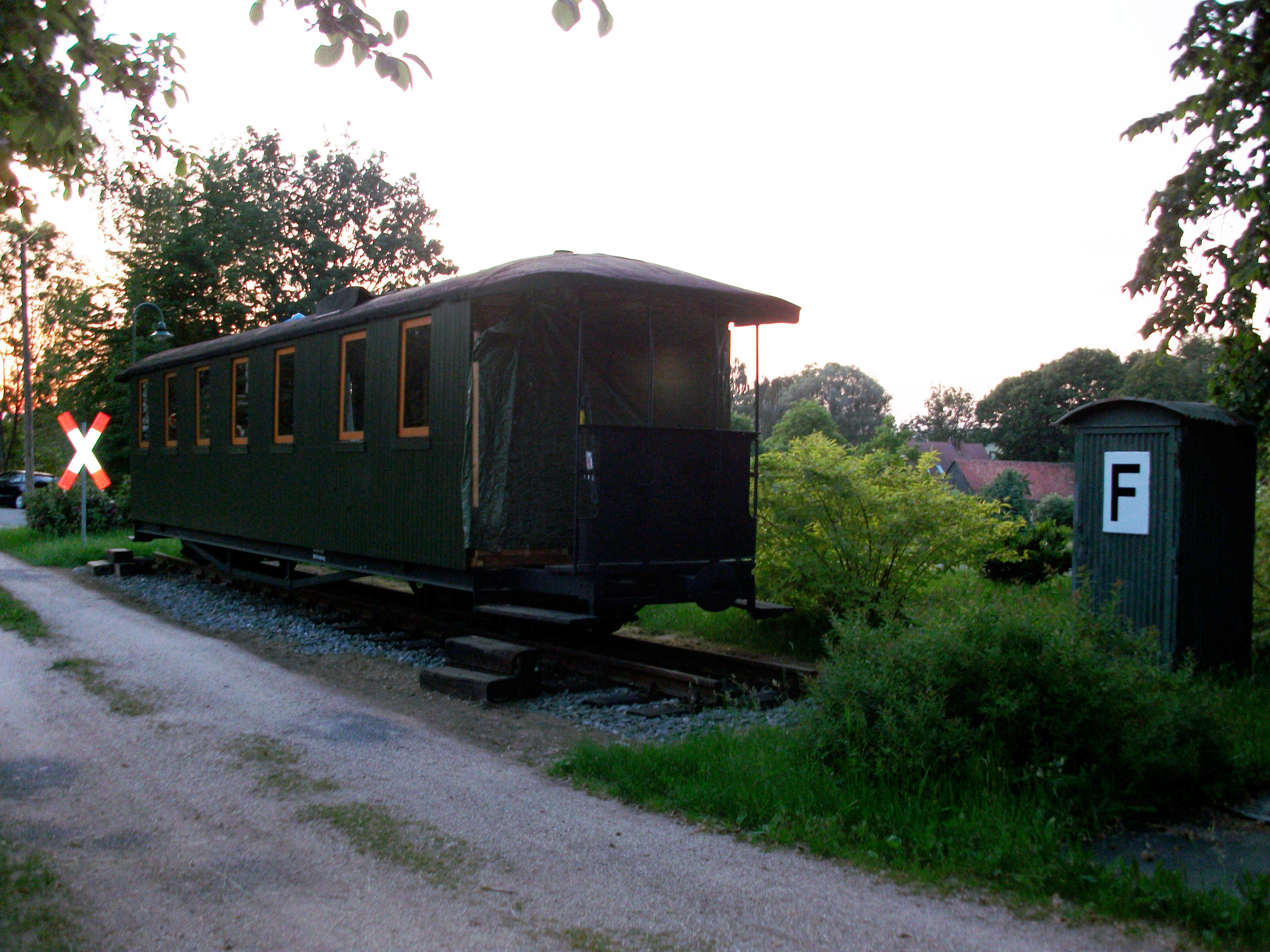
Hp Niedermülsen (2016)

Thurm ⊙
Die Haltestelle Thurm befand sich bei Kilometer 5,82 im Zentrum des Orts an der Kreuzung Thurmer Nebenstraße/Schneeberger Straße/Zwickauer Straße. Die größte Zwischenstation unterschied sich von den anderen vier Haltestellen lediglich durch die Gleisanlagen. Hier waren zwei Gleise mit vier Weichen verbaut, das zweite Gleis endete somit auf beiden Seiten stumpf. Zwischen Ladestraße und Seitenladerampe war ein Wagenkasten für nässeempfindliches Gut aufgestellt. Nachdem die hölzerne Wartehalle aus Wulm im Jahr 1939 hierher umgesetzt wurde, besaß die Haltestelle zeitweise zwei Wartehallen. Leider sind beide nicht mehr vorhanden. Der Abriss ist für 1978 belegt. Die verkehrsgünstig gelegene Haltestelle Thurm wird heute als Busbahnhof genutzt. Die Buswendeschleife, in dessen Bereich die Wartehalle stand, befindet sich an der Ortmannsdorfer Ausfahrt. Die Bahnulme wurde im Jahr 2011 neu gepflanzt.

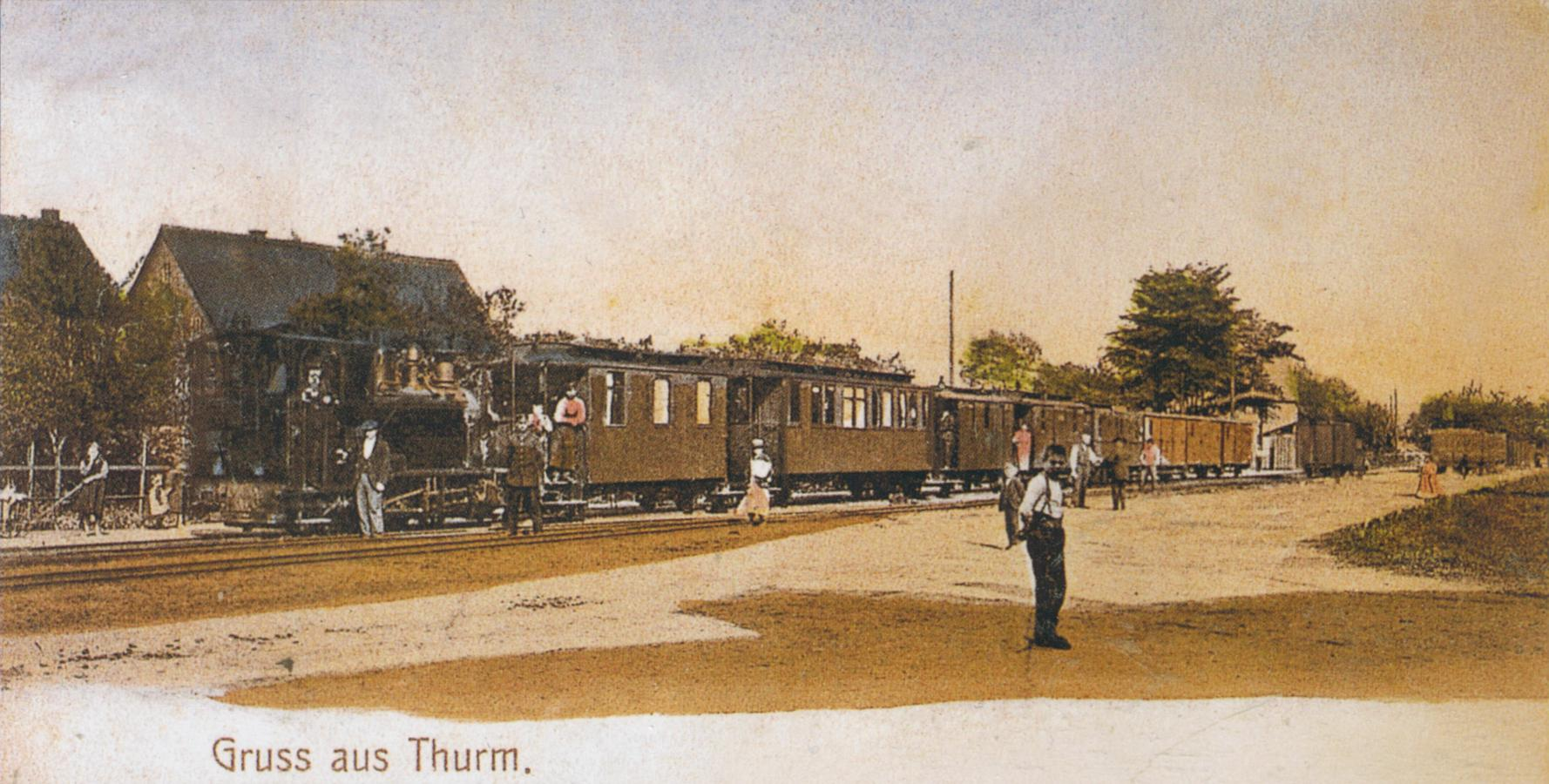
Haltestelle Thurm um 1900
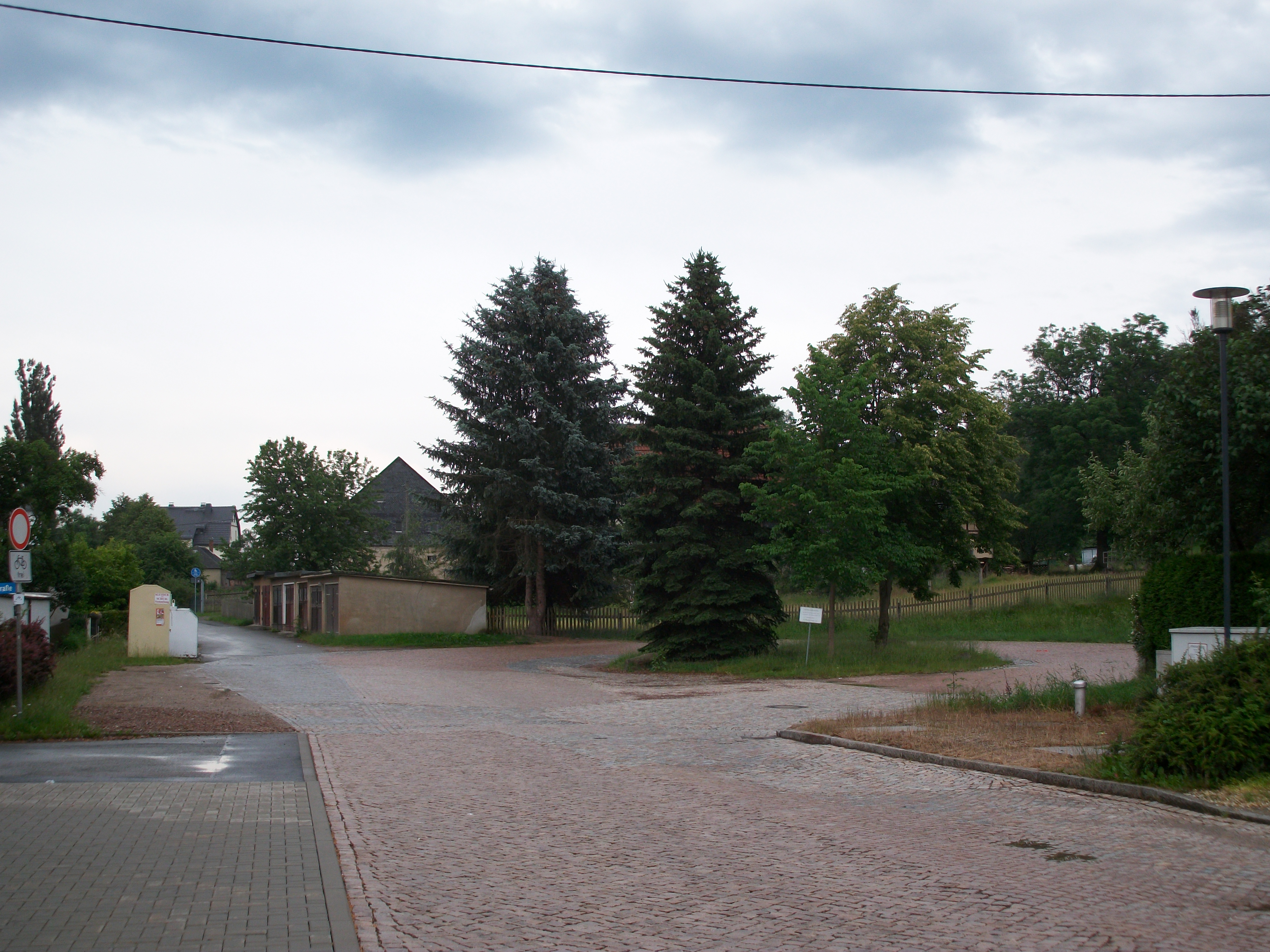
Hst Thurm, Blick in Richtung Ortmannsdorf (2016)
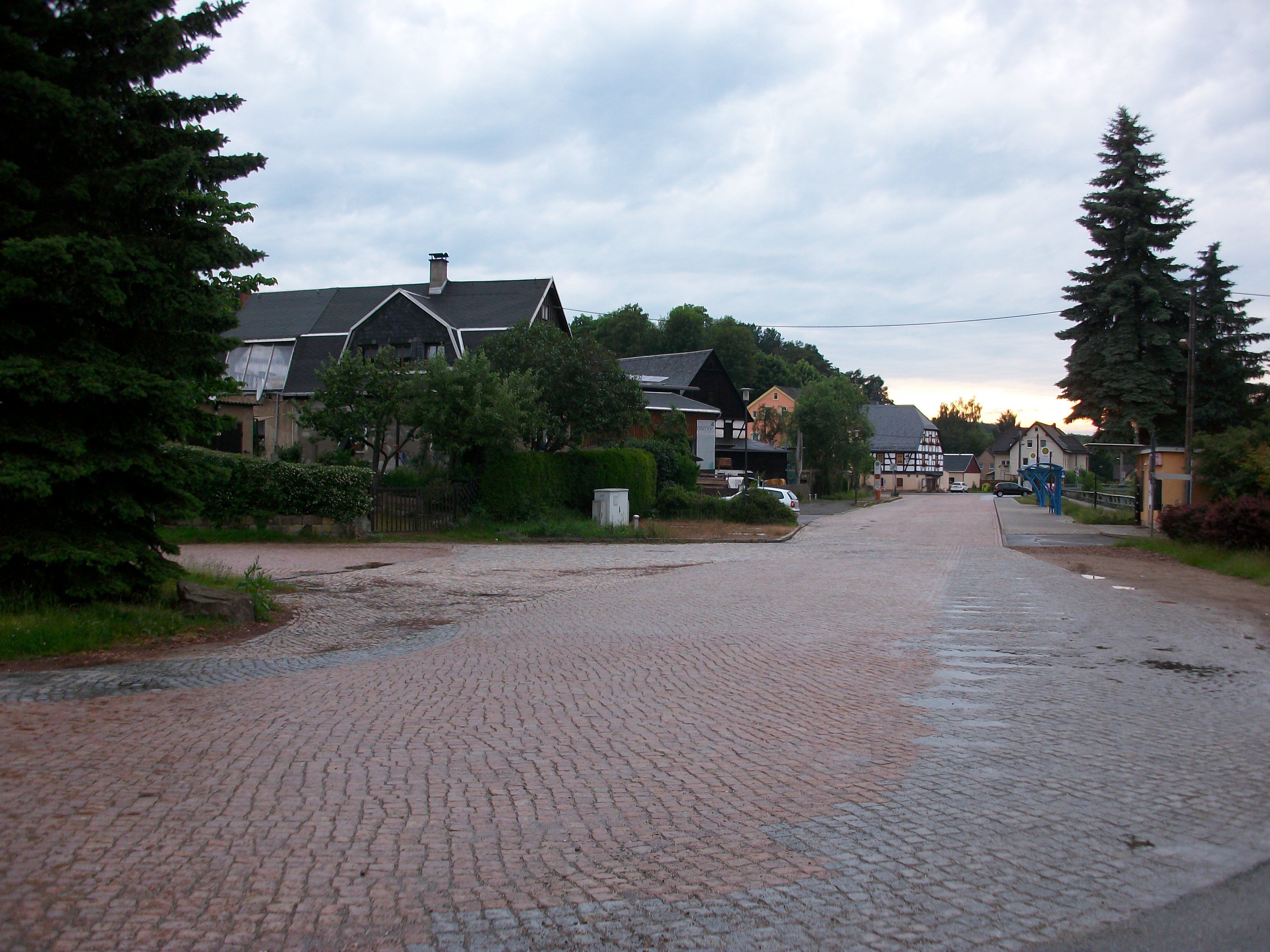
Hst Thurm, Blick in Richtung Mosel (2016)
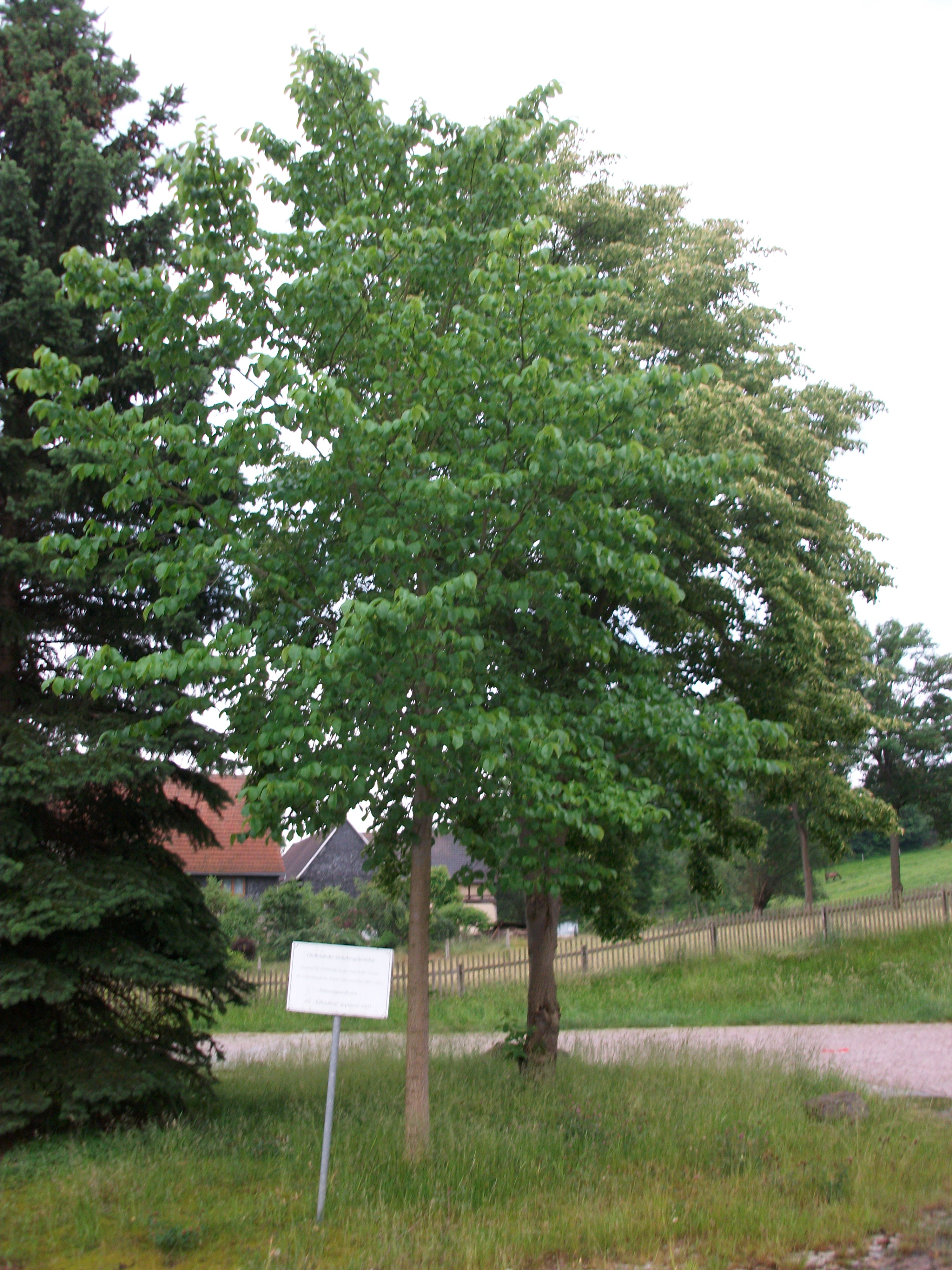
Hst Thurm, neue Bahnulme am Standort der Wartehalle (2016)
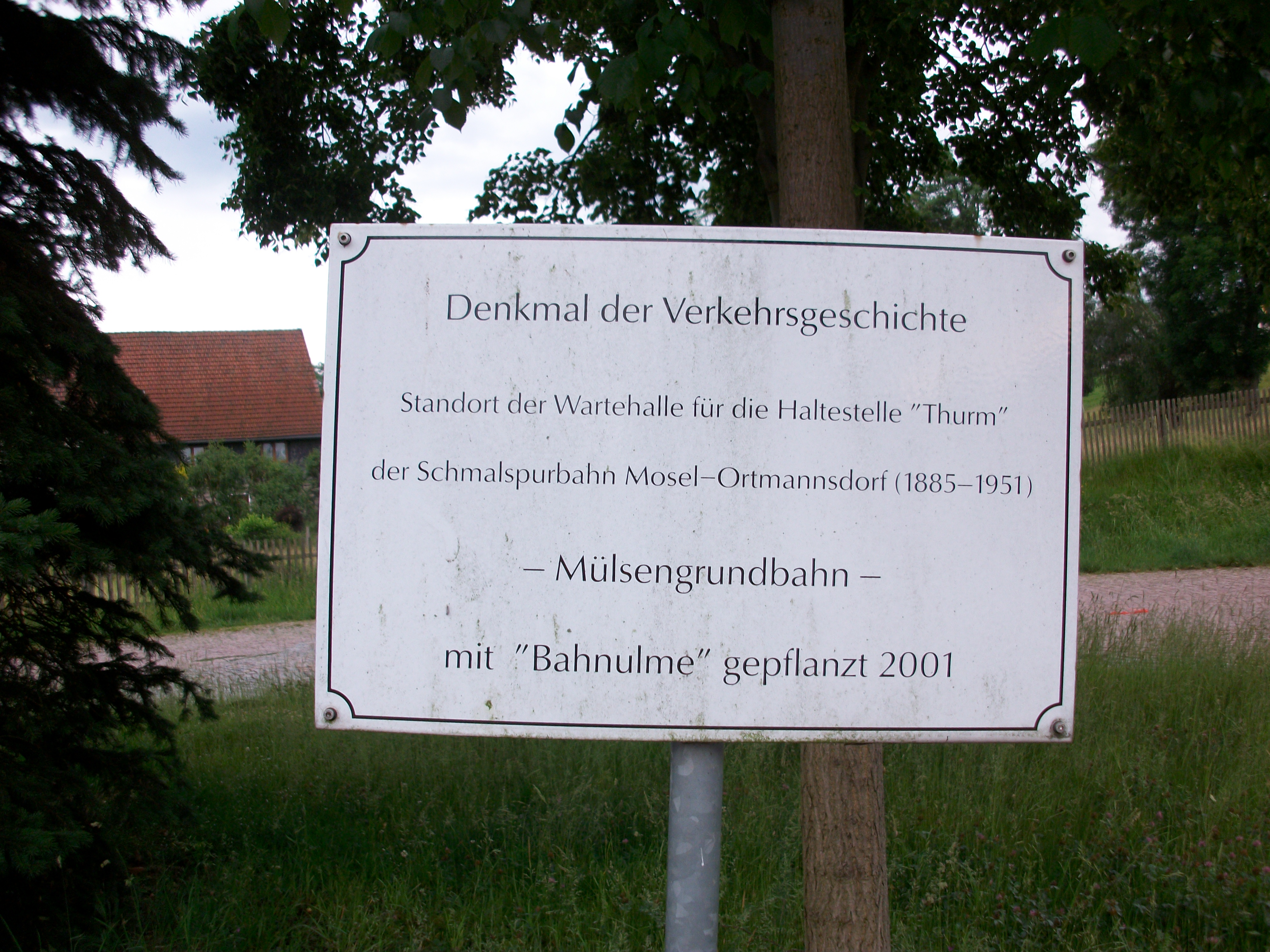
Hst Thurm, Gedenktafel am Standort der Wartehalle (2016)

Anschl. Gebrüder Stephan
1939 wurde dieses Anschlussgleis zur Firma Gebrüder Stephan gebaut, es existierte bis 1946. Es diente der Abfuhr von Rüstungsgütern.
Stangendorf ⊙
Die Haltestelle Stangendorf befand sich bei Kilometer 6,72 an der Straße Weideweg/Uferstraße in Stangendorf. Die Station verfügte über ein Strecken- und Ladegleis, die über drei Weichen miteinander verbunden waren. In Richtung Ortmannsdorf endete das Ladegleis, das eine Seitenladerampe besaß, stumpf.
Die Haltestelle Stangendorf und die drei nachfolgenden Mülsener Haltestellen ähnelten sich in der Ausführung sehr stark. Alle vier Stationen besaßen zwei Gleise mit drei Weichen. Reisenden stand in Stangendorf eine hölzerne Wartehalle zur Verfügung, die hier quer zum Gleis stand, für den Güterverkehr war eine Ladestraße, ein Wagenkasten und eine Seitenladerampe vorhanden. Heute existiert am Standort nur noch die hölzerne Wartehalle mit der Stationsaufschrift. Die davor stehenden beiden mächtigen Bahnulmen wurden 2024 im Februar und Dezember gefällt.

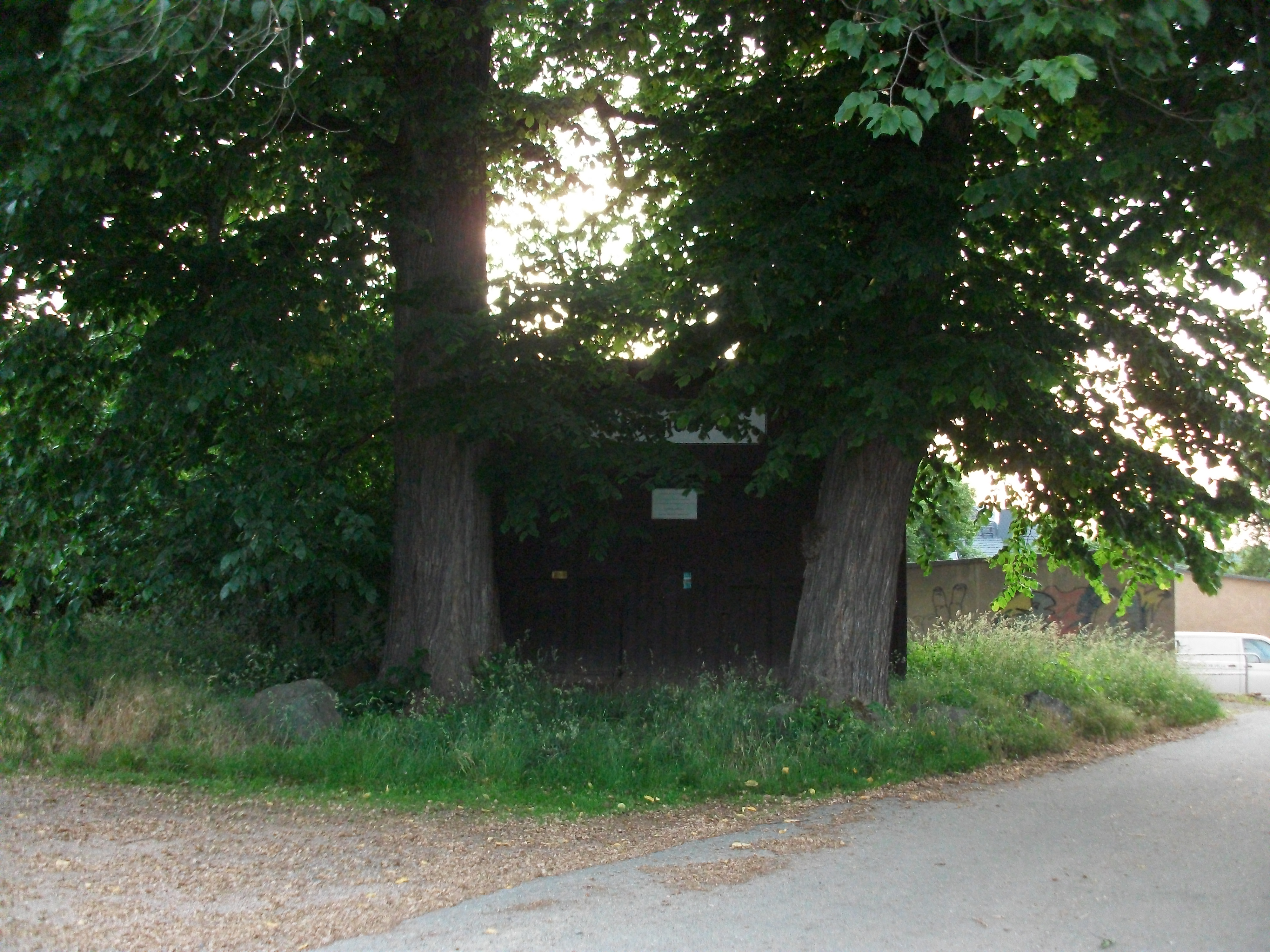
Hst Stangendorf, histor. Wartehalle mit Bahnulmen (2016)
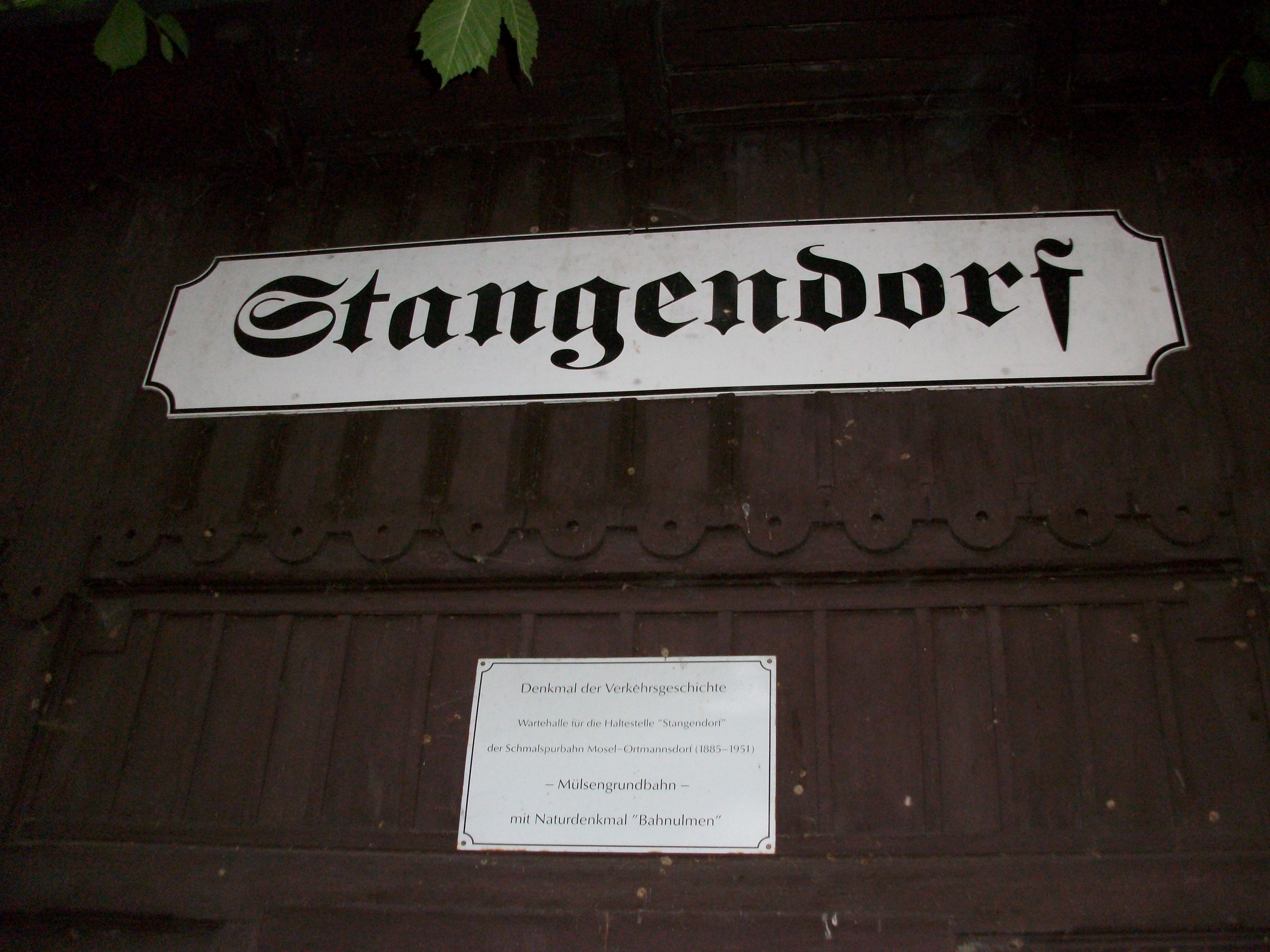
Hst Stangendorf, Gedenktafel und Stationsschild (2016)
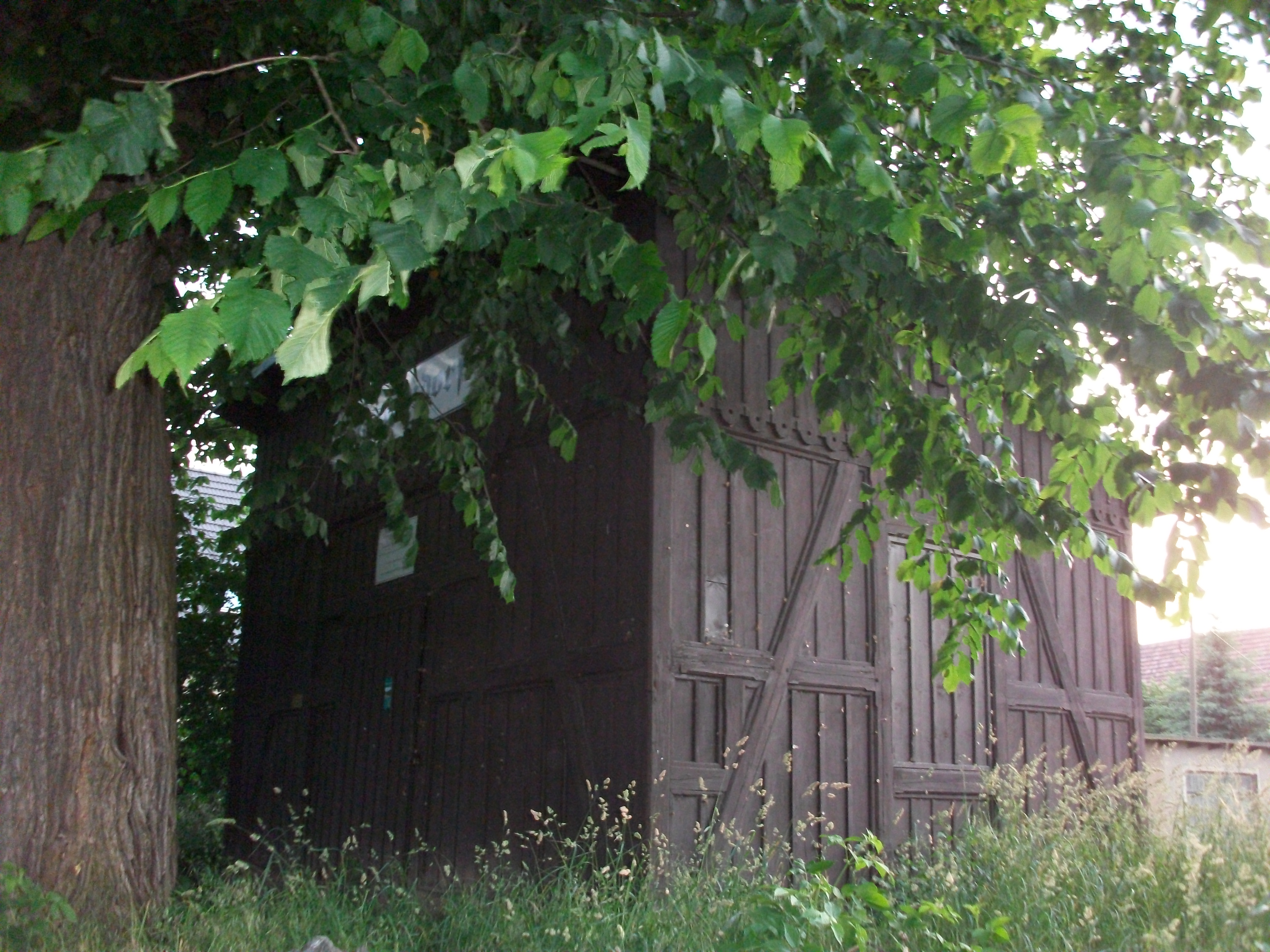
Hst Stangendorf, histor. Wartehalle (2016)
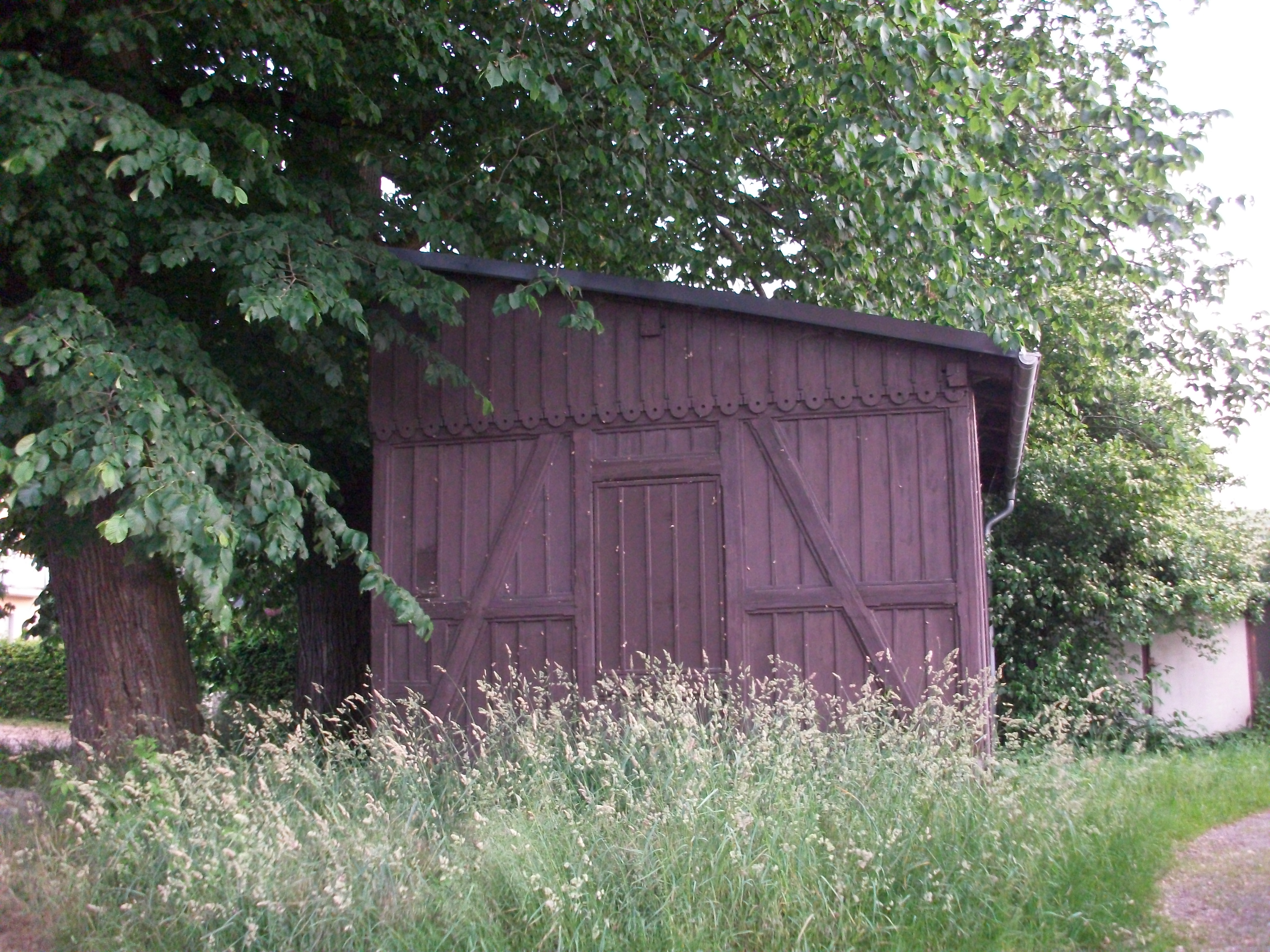
Hst Stangendorf, histor. Wartehalle (2016)

Mülsen St. Micheln ⊙
Die Haltestelle Mülsen St. Micheln befand sich bei Kilometer 8,647 ungefähr in Höhe der St. Michelner Kirche direkt hinter dem Bahnübergang Auerbacher Straße in Mülsen St. Micheln. In der Form wie die Haltestelle Stangendorf war auch die Haltestelle Mülsen St. Micheln angelegt, neben einer quer zum Gleis stehenden Wartehalle wurde Güterverkehr über die Ladestraße und eine Seitenladerampe durchgeführt. Ein Wagenkasten für Stückgut war nicht vorhanden. Die Wartehalle an der Ortmannsdorfer Ausfahrt mit den Bahnulmen ist bis heute erhalten. Am 29. Oktober 2010 wurde das aus Spenden finanzierte Stationsschild wieder angebracht. Das Stationsareal wurde teilweise mit Garagen überbaut.

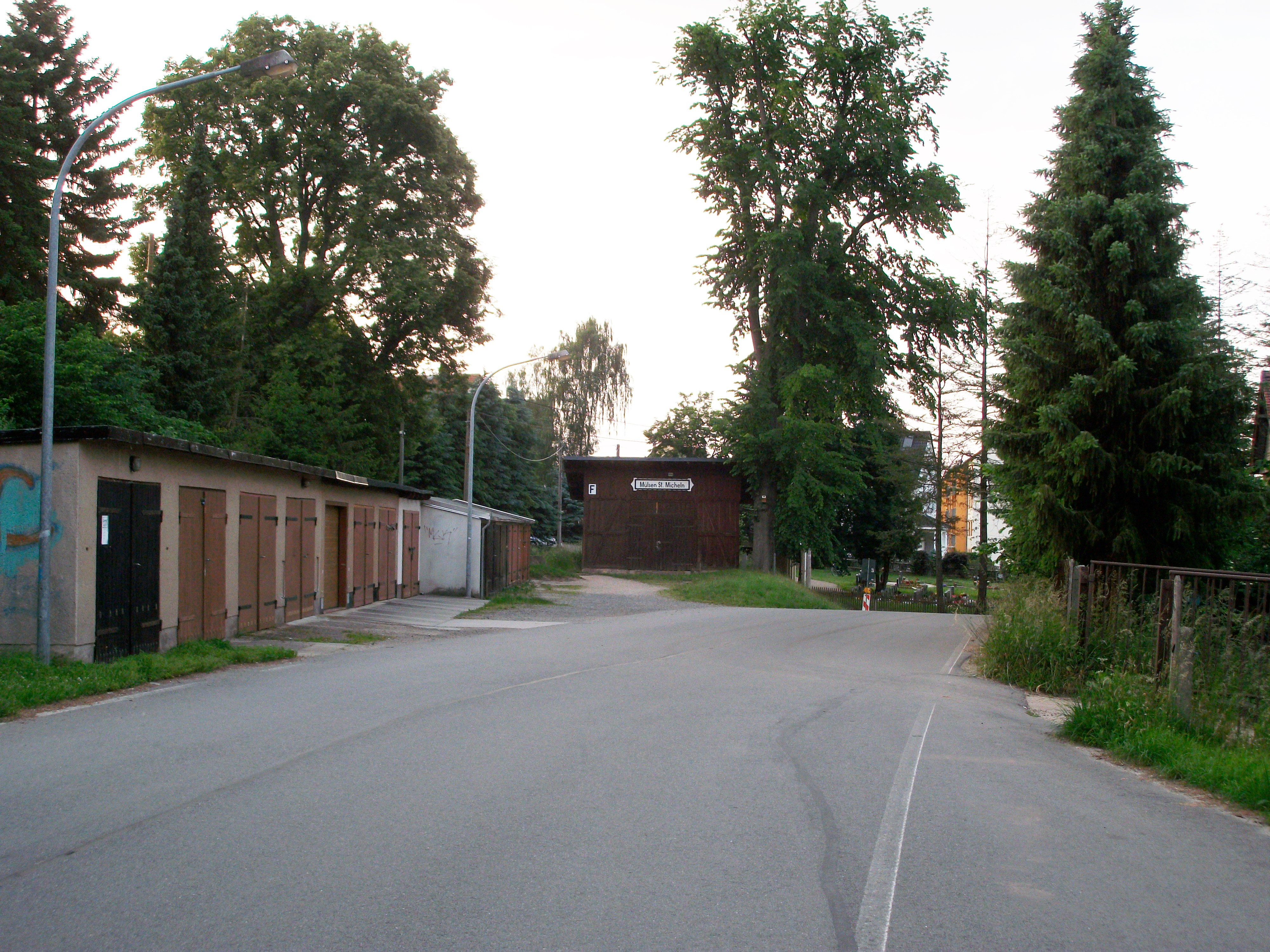
Hst Mülsen St Micheln (2016)
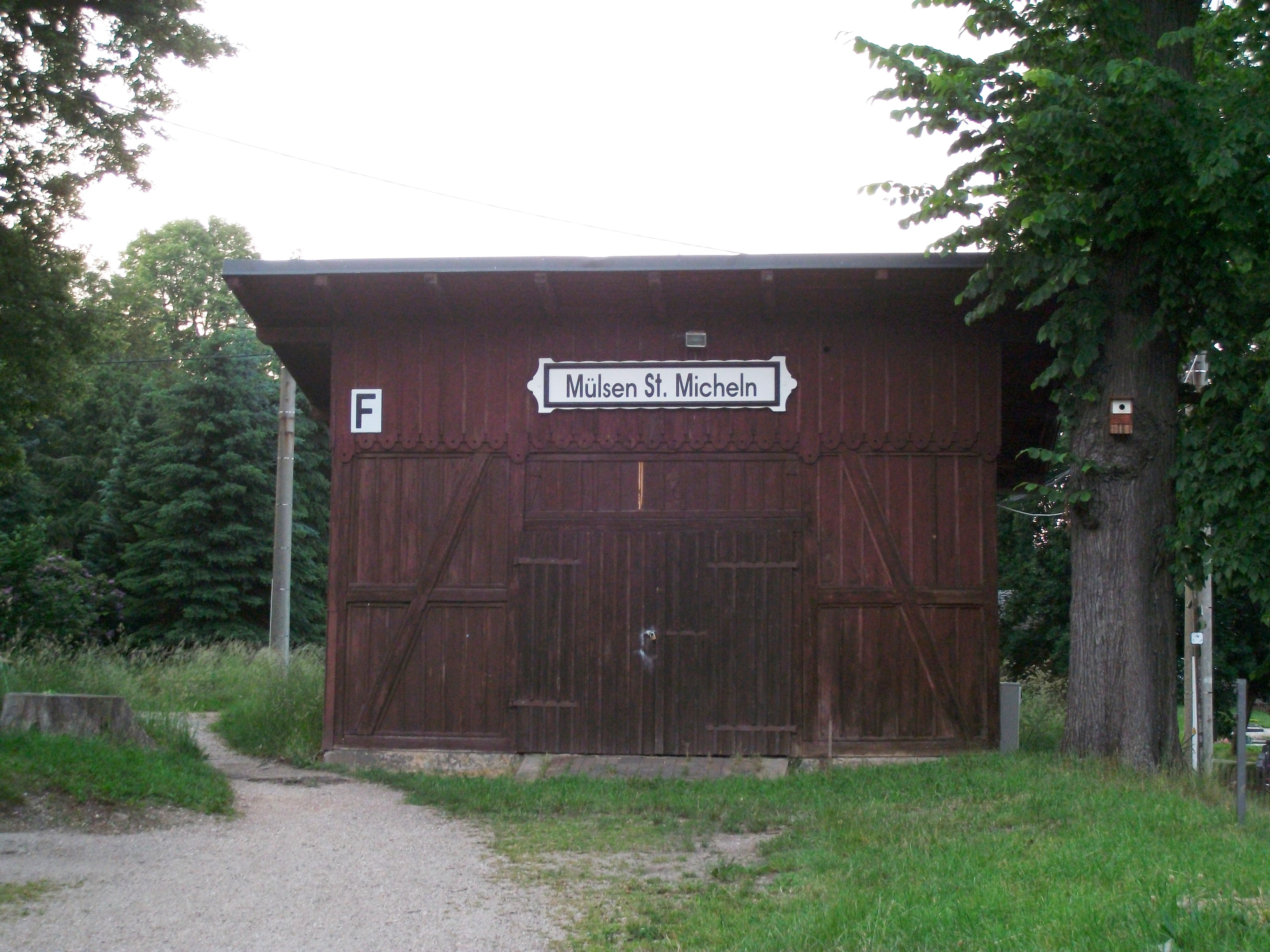
Hst Mülsen St Micheln, histor. Wartehalle (2016)
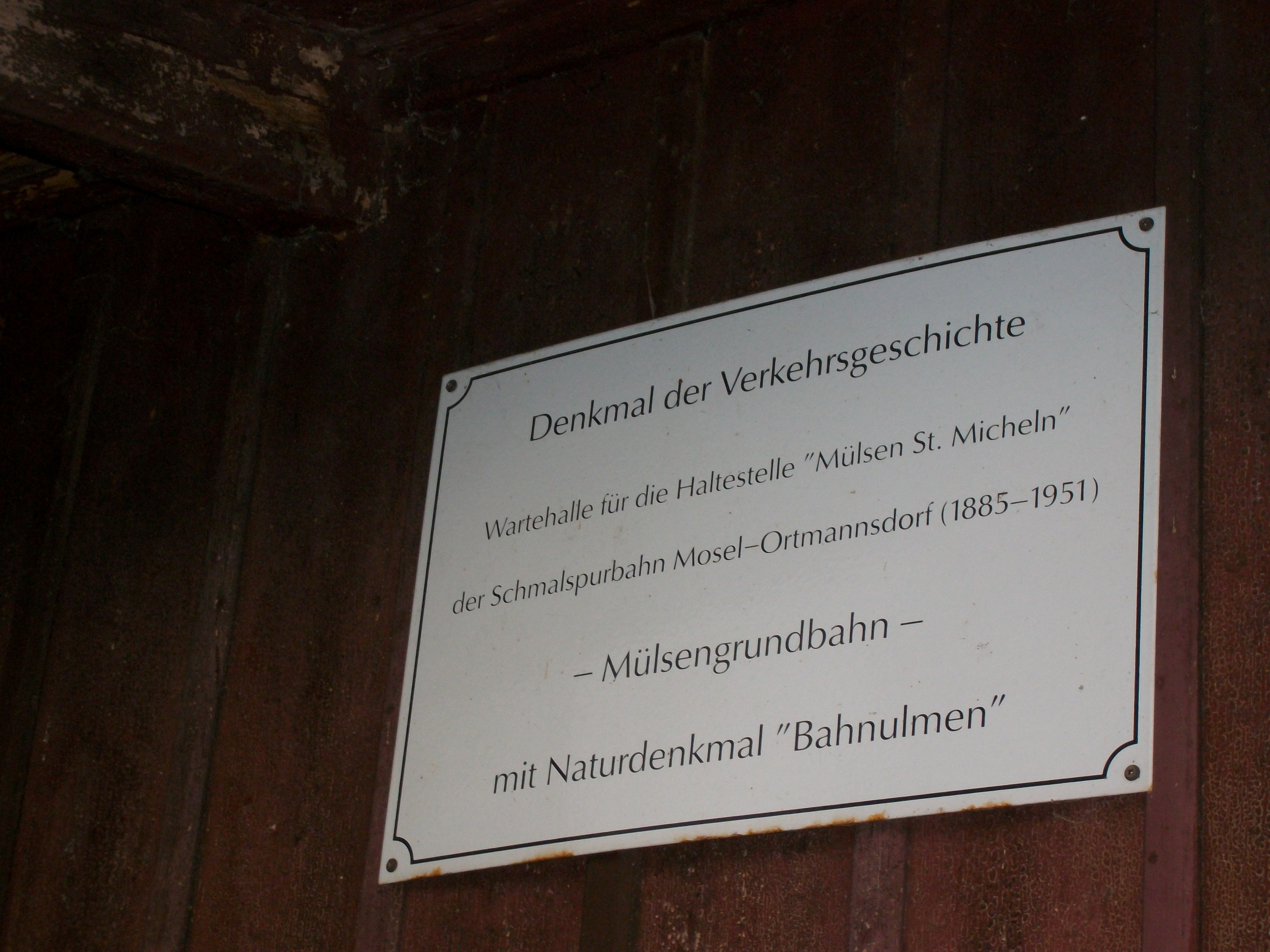
Hst Mülsen St Micheln, Gedenktafel (2016)

Mülsen St. Jacob ⊙
Die Haltestelle Mülsen St. Jacob wurde bei Kilometer 9,79 erreicht. Im Gegensatz zu allen anderen Stationen war hier keine Wartehalle vorhanden, dafür diente die ein privater hölzerner Flachbau mit Schankwirtschaft, die auch Fahrkarten verkauften. 1909 wurde dieses Gebäude abgerissen und durch ein Bahnhofshotel ersetzt. Ansonsten entsprach die Ausstattung mit Ladestraße, Seitenladegleis und einem Wagenkasten als Güterschuppen in etwa der der anderen Haltestellen. Nach 1909 entstand jenseits der Dresdner Straße (heutige Bundesstraße 173) die nicht mehr vorhandene Wartehalle. An ihrem Standort wurde die Bahnulme im Jahr 2000 neu gepflanzt. Der an der Station befindliche Wagenkasten ist nicht mehr vorhanden. Im Bahnhofshotel „Zur Linde“ an der Moseler Ausfahrt wurden die Fahrkarten verkauft und der Agenturbetrieb durchgeführt. An dem heute noch erhaltenen, aber geschlossenen Gebäude sind die Inschriften noch vorhanden. Die Straße „An der Linde“ erinnert bis heute an das Hotel.

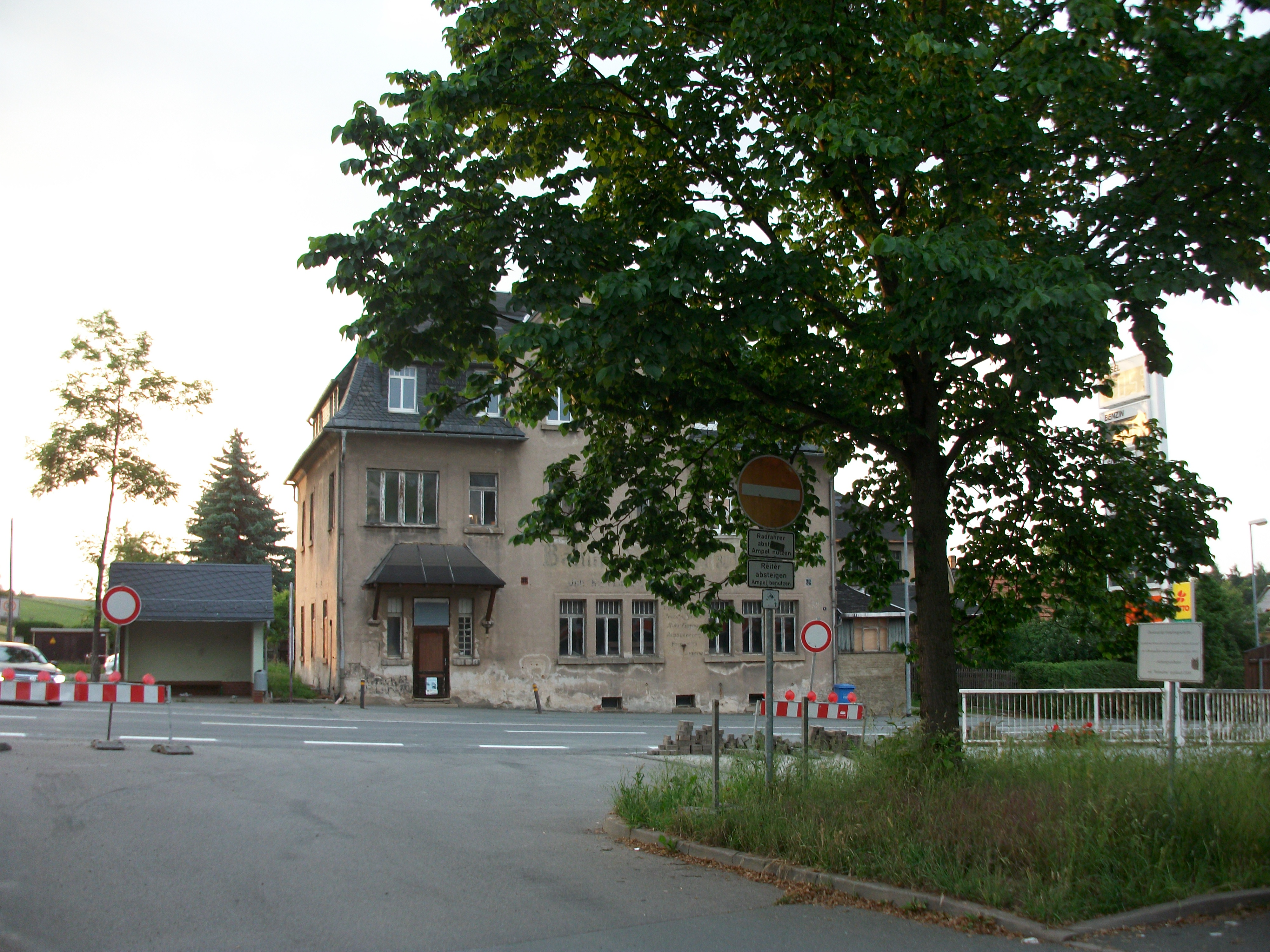
Hst Mülsen St Jacob, Bahnhofshotel mit Bahnulme (2016)
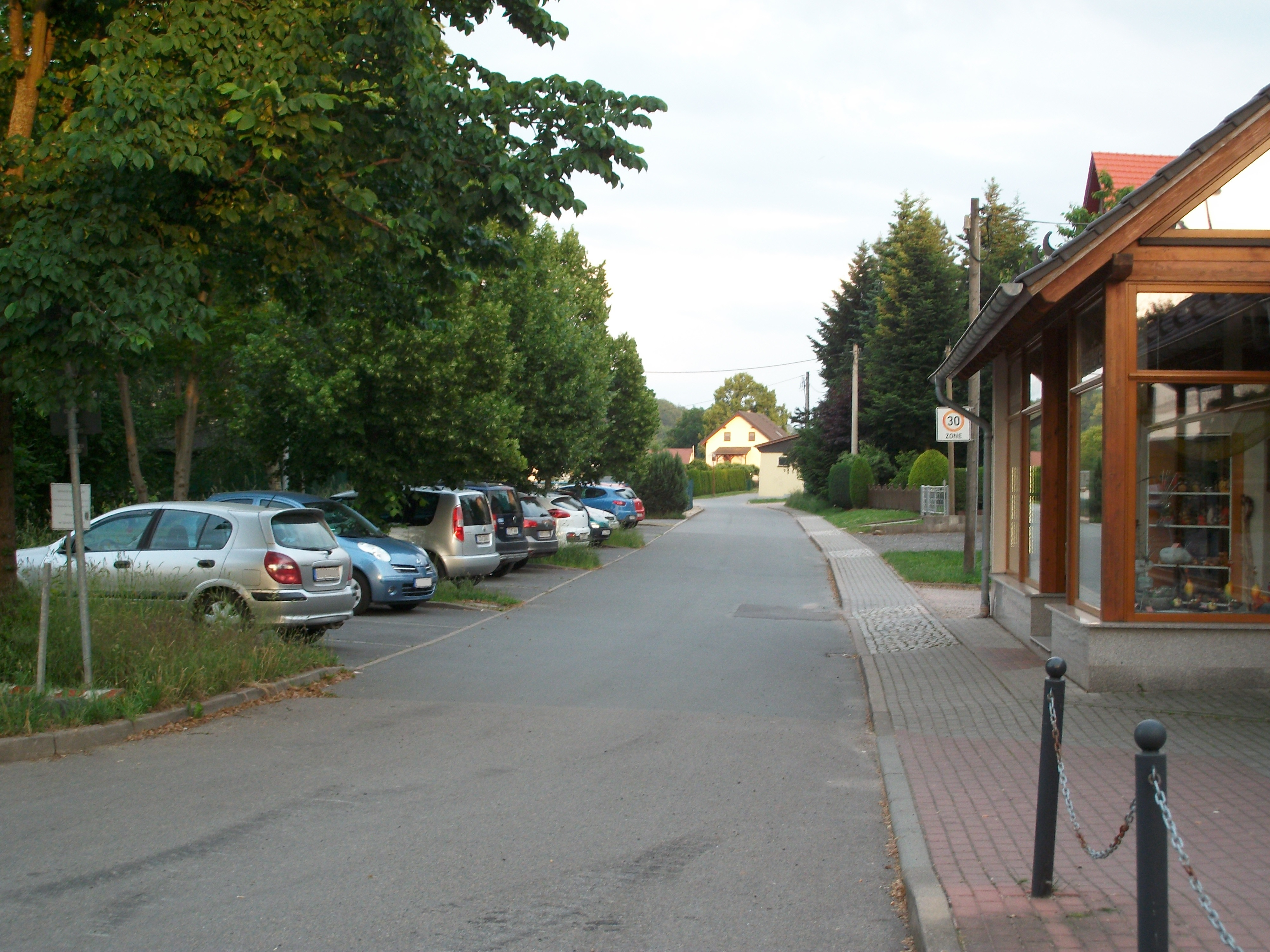
Hst Mülsen St Jacob (2016)
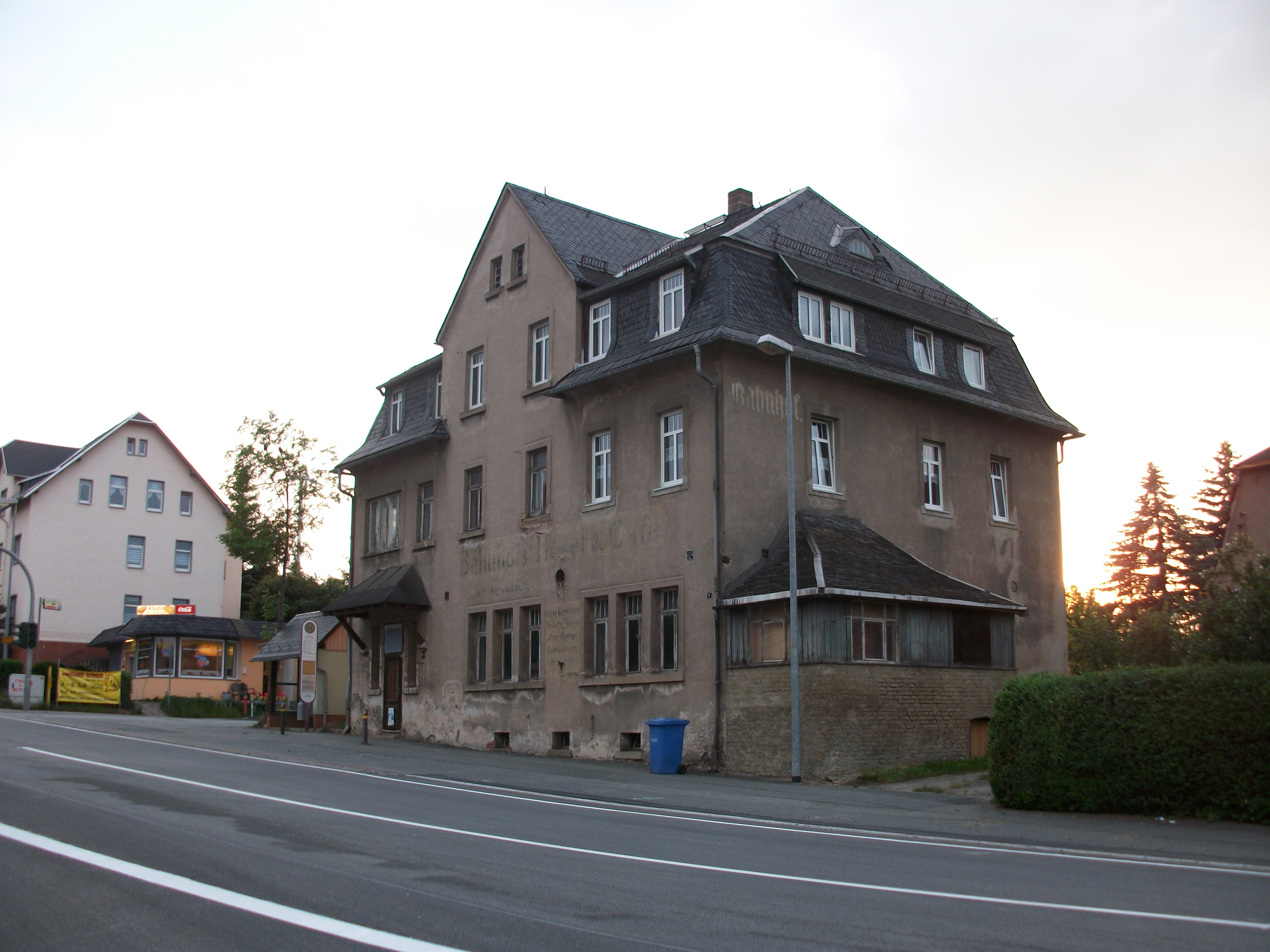
Mülsen St Jacob, Bahnhofshotel (2016)
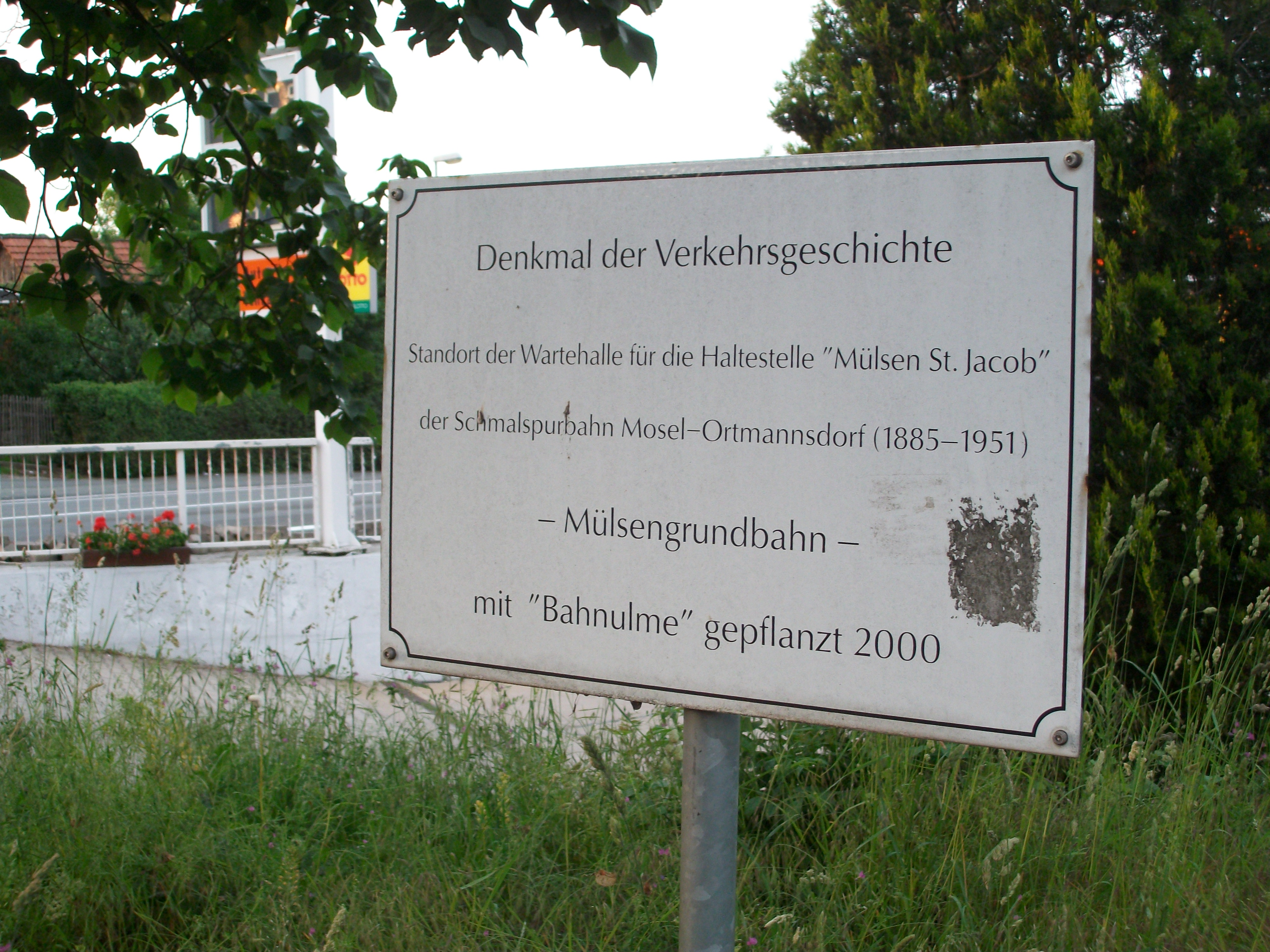
Hst Mülsen St Jacob, Gedenktafel (2016)

Mülsen St. Niclas ⊙
Die Haltestelle Mülsen St. Niclas wurde bei Kilometer 11,641 erreicht. Sie befand sich an der Oberen Zwickauer Straße an der Ortsgrenze von Mülsen St. Niclas zu Mülsen St. Jacob. Für die Reisenden stand eine hölzerne Wartehalle zur Verfügung, der Güterverkehr wurde über eine Ladestraße, einen kleinen 1890 erbauten Güterschuppen und eine Seitenladerampe abgewickelt. Ihr Standort ist heute mit Garagen überbaut, einzig der Güterschuppen an der Ortmannsdorfer Ausfahrt ist bis heute erhalten.

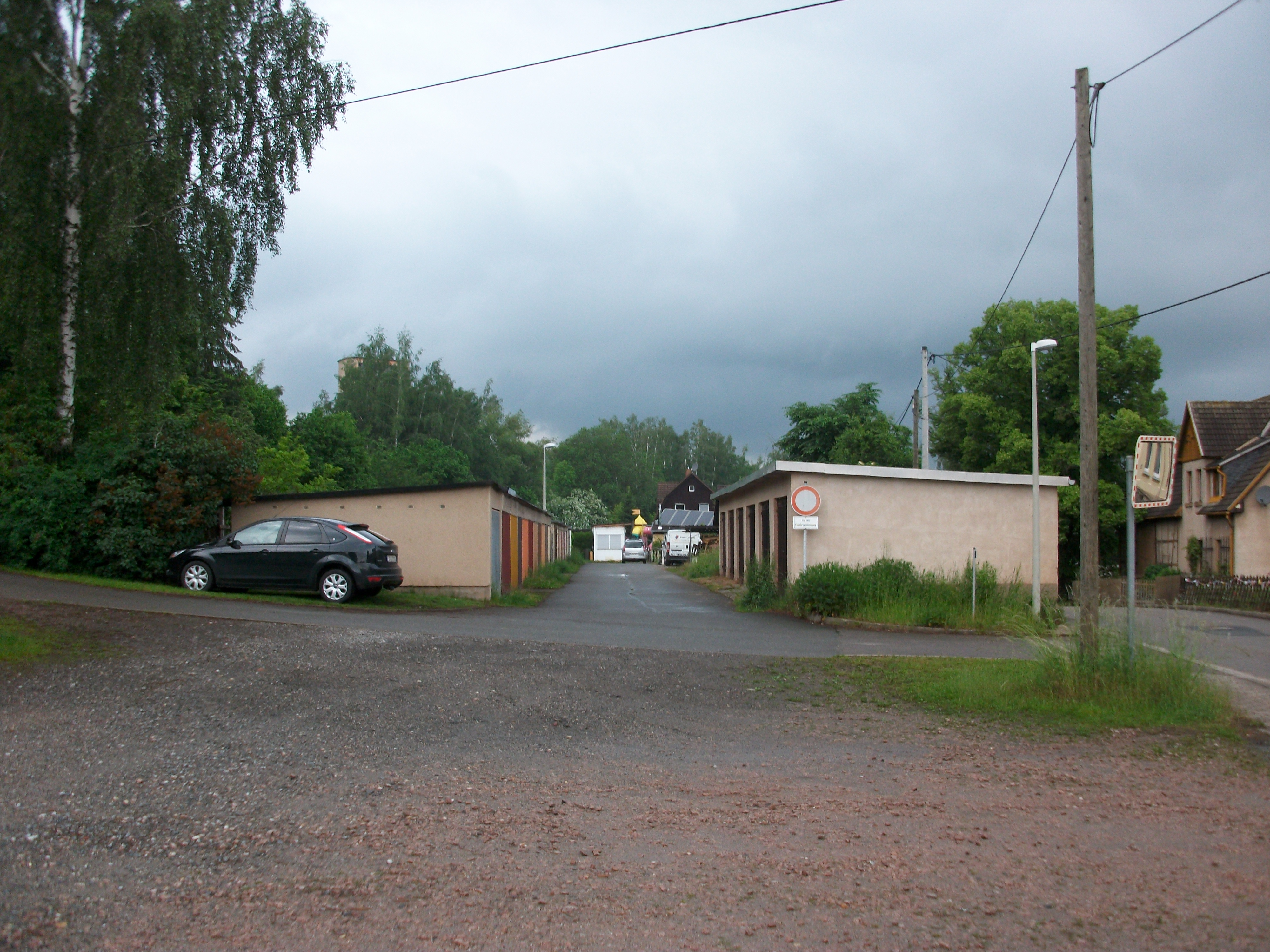
Hst Mülsen St Niclas (2016)
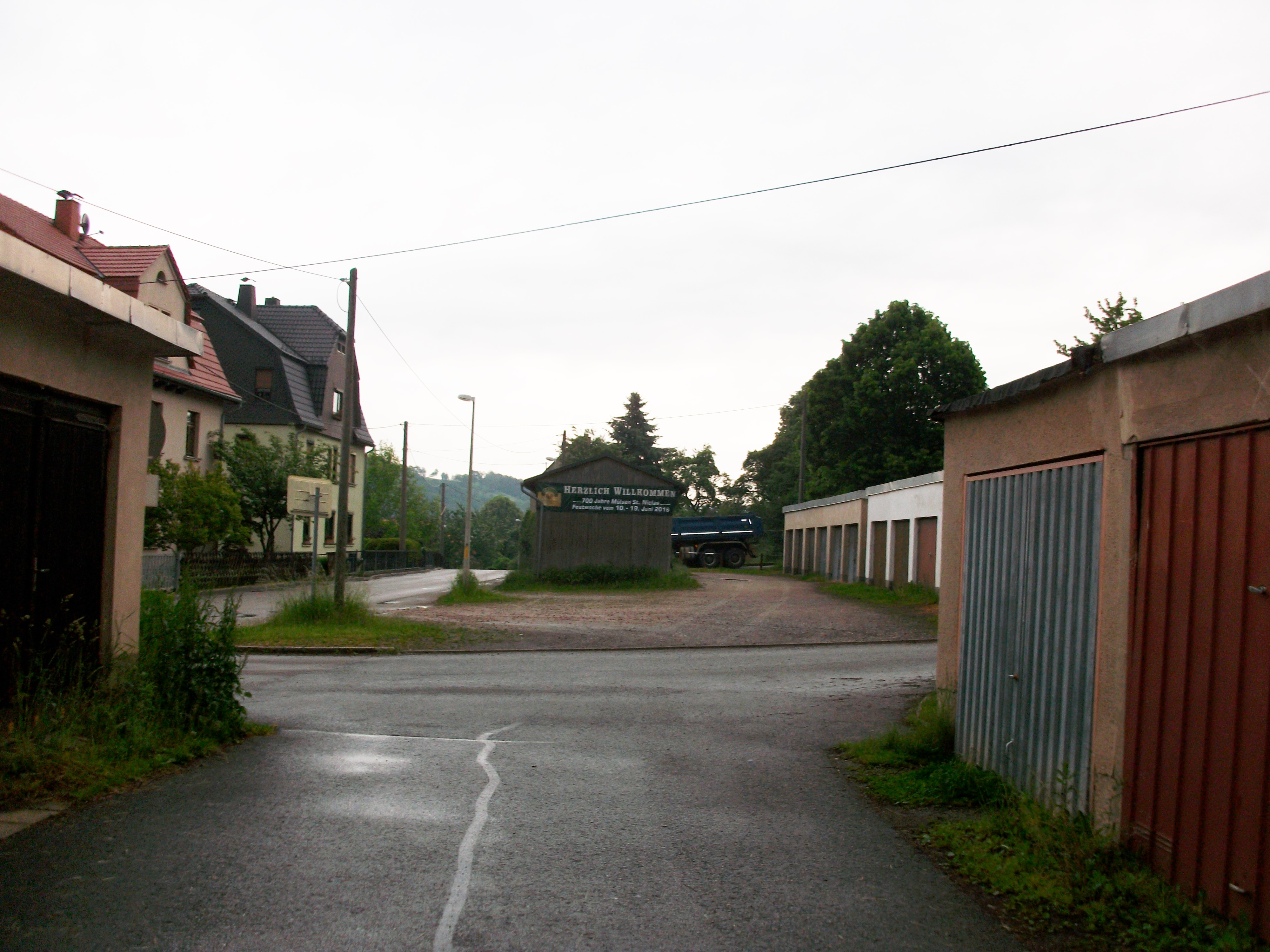
Hst Mülsen St Niclas mit Güterschuppen (2016)
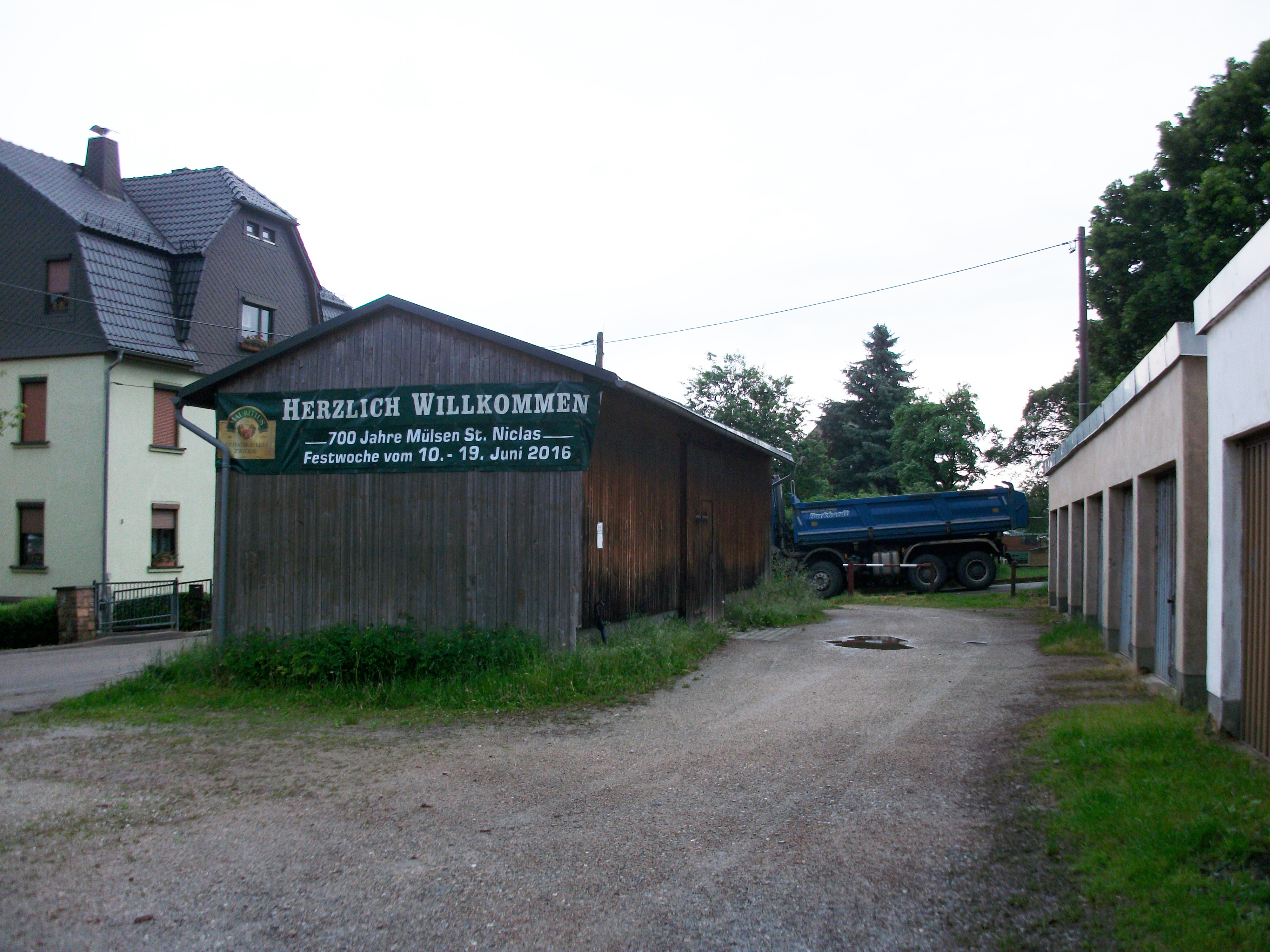
Hst Mülsen St Niclas, Güterschuppen (2016)

Ortmannsdorf ⊙
Der Bahnhof Ortmannsdorf befand sich bei Kilometer 13,94 am östlichen Ortsausgang von Mülsen St. Niclas. Obwohl er kleiner als der Schmalspurteil des Moseler Bahnhofs war, befand sich das betriebliche Zentrum stets im Bahnhof Ortsmannsdorf, der aber zu 4/5 auf dem Ortsgebiet von Mülsen St. Niclas lag.
Die Gleisanlagen des Bahnhofs bestanden aus neun Weiche und sieben Gleisen. Zwei Gleise und drei Weichen wurden 1940 entfernt. An Hochbauten war ein zweistöckiges Empfangsgebäude mit angebautem Güterschuppen, ein Wirtschaftsgebäude und ein zweigleisiges zweiständiges Heizhaus vorhanden. Eine Besonderheit war auch hier der Wasserkran, der sich im Heizhaus befand.
Das Empfangsgebäude und das Heizhaus sind auch heute noch vorhanden und restauriert. Während das Empfangsgebäude und der Lokschuppen an der Moseler Ausfahrt noch auf St. Niclaser Flur liegen, ist das Wirtschaftsgebäude das einzige Haus des Bahnhofs, das sich auf Ortmannsdorfer Flur befindet. Das Bahnhofsareal wurde teilweise mit Garagen überbaut.

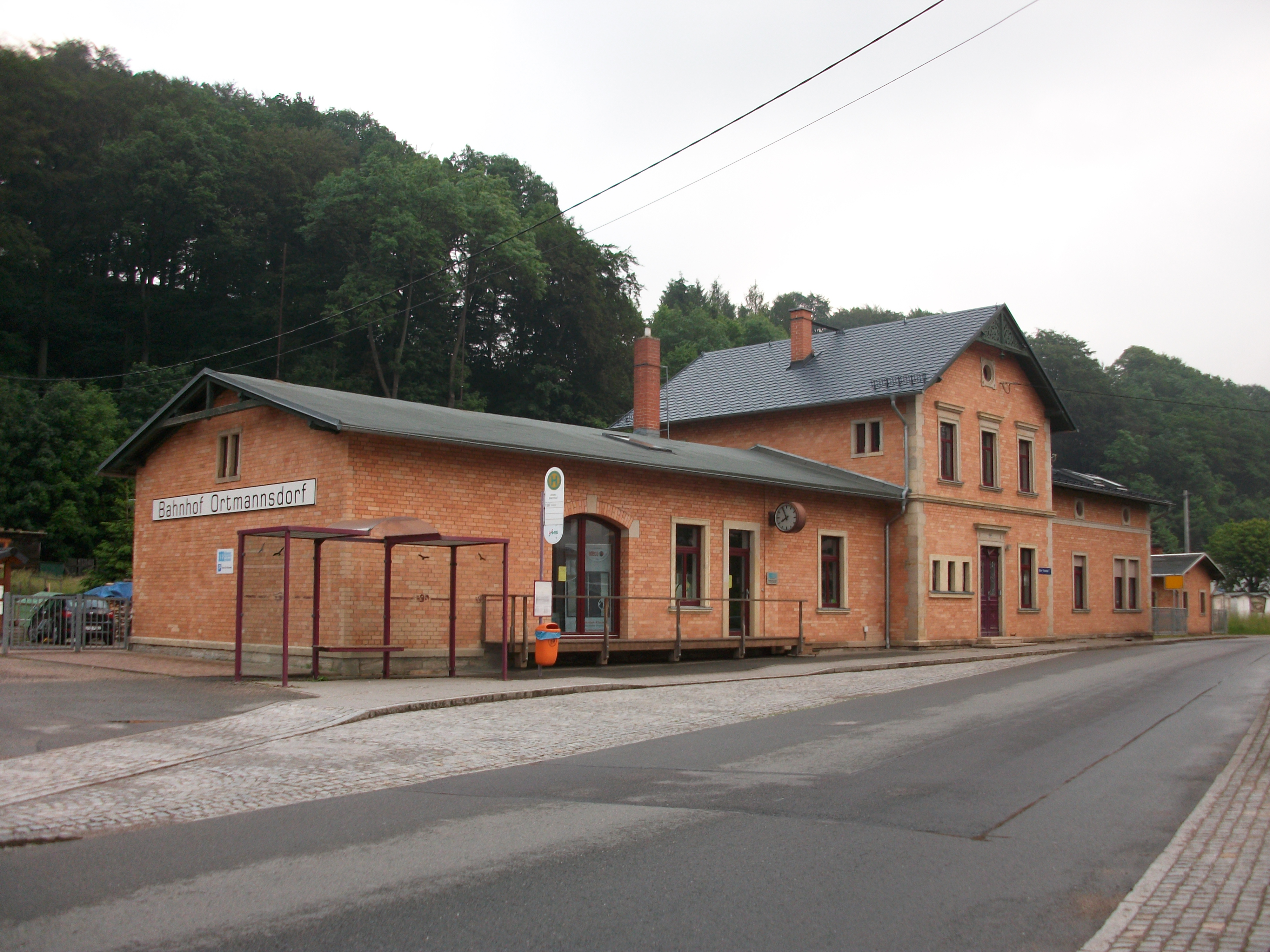
Bahnhof Ortmannsdorf, Empfangsgebäude (2016)
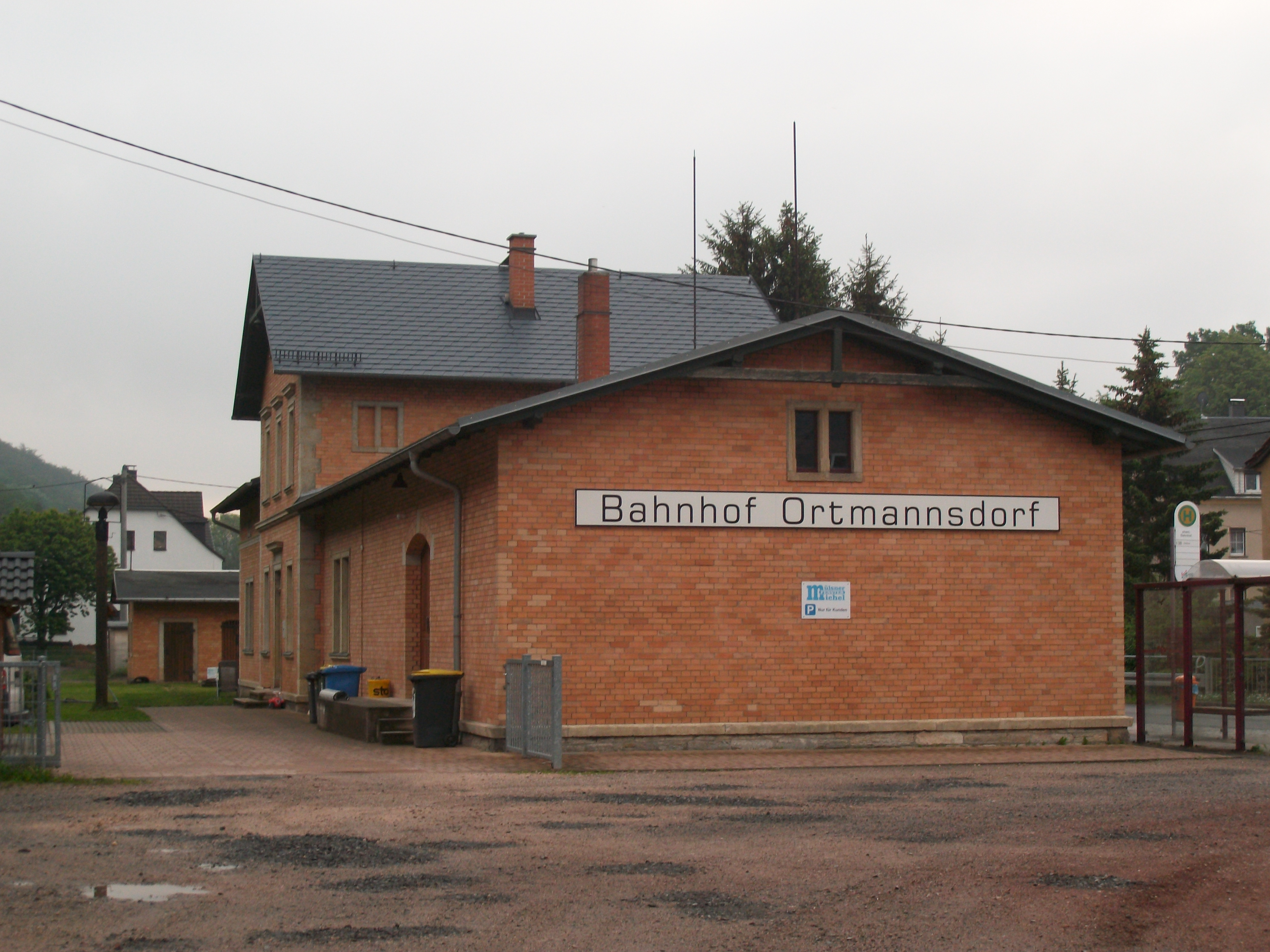
Bahnhof Ortmannsdorf, Empfangsgebäude (2016)
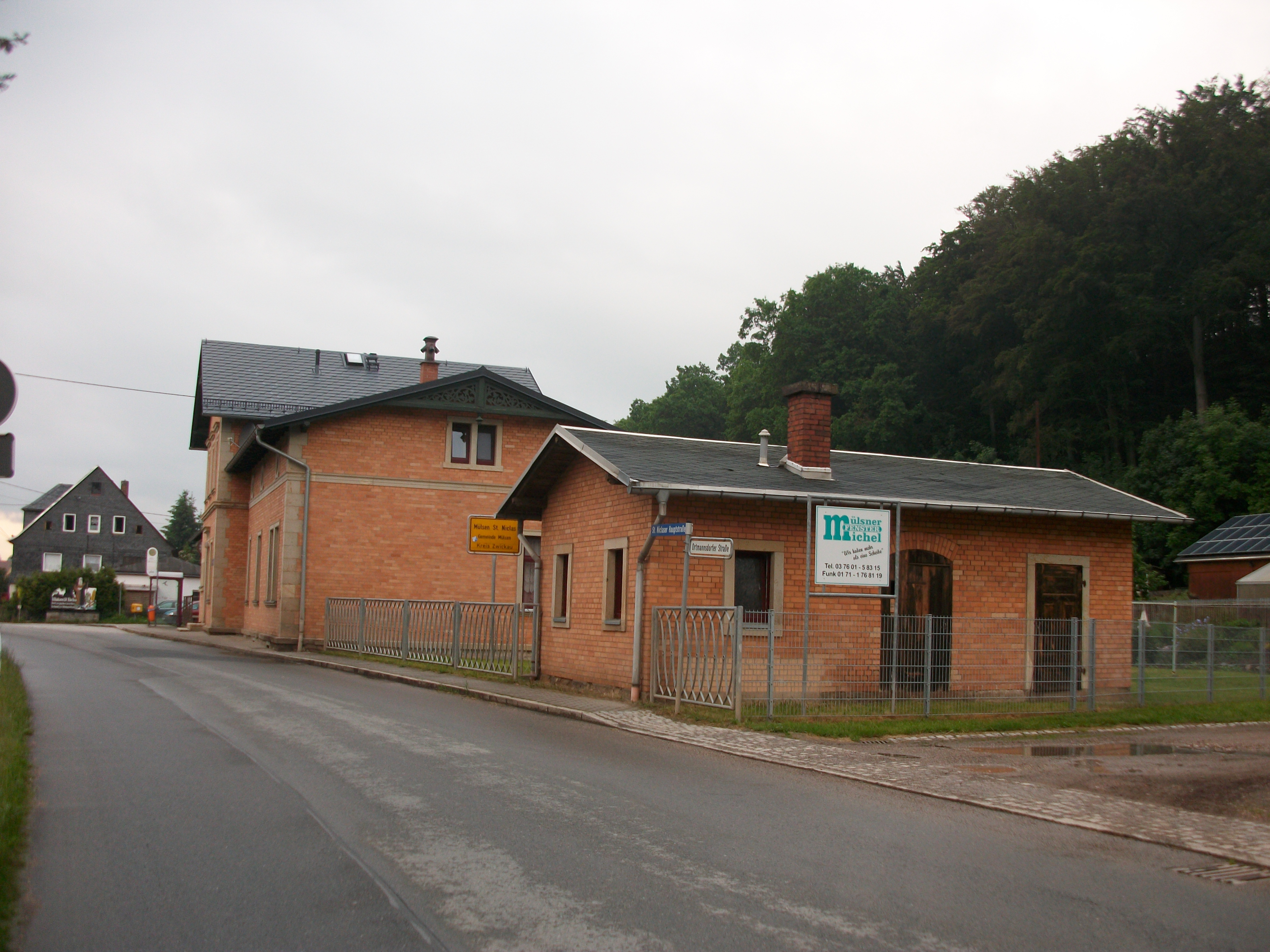
Bahnhof Ortmannsdorf, Nebengebäude (2016)
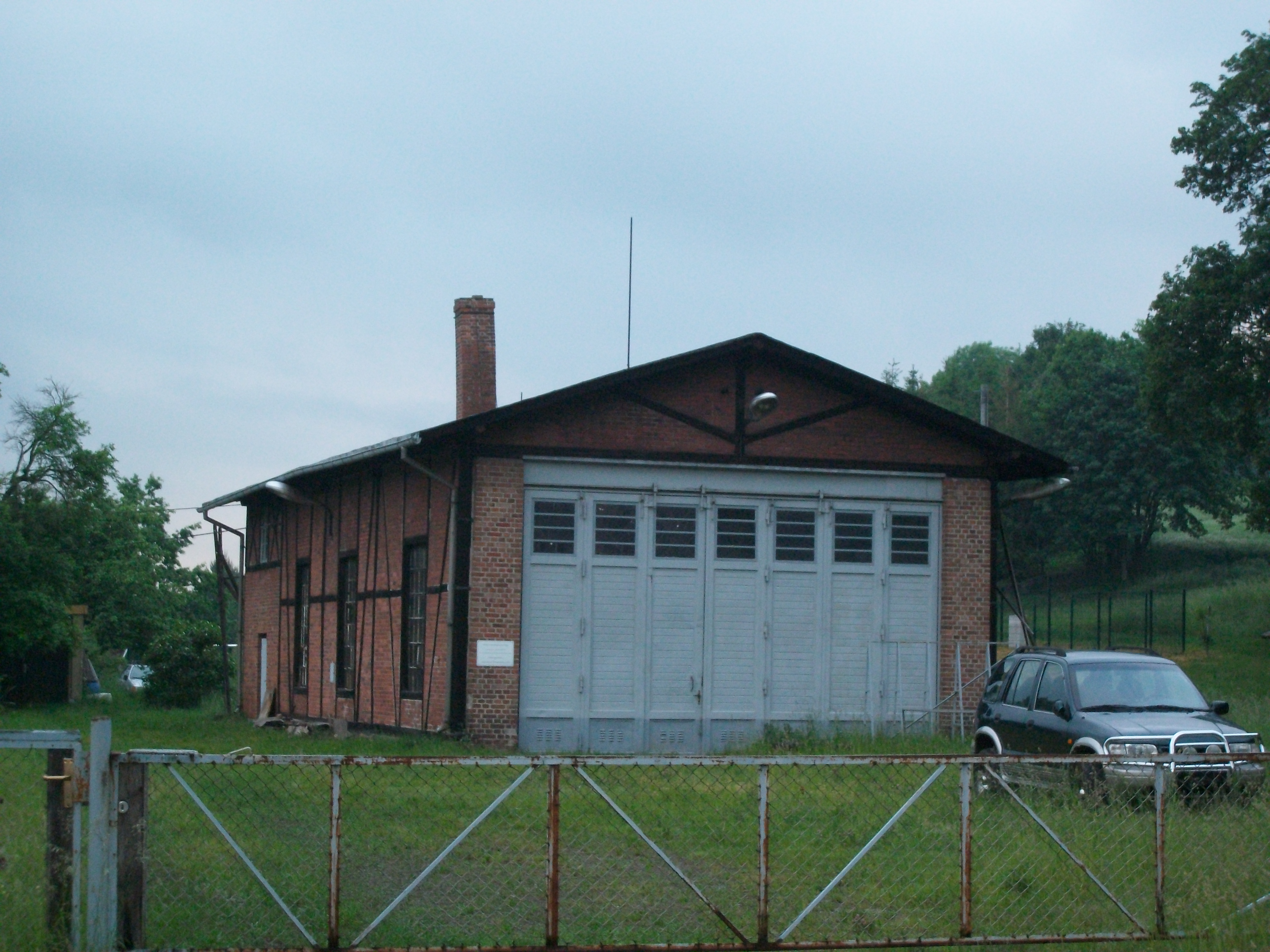
Bahnhof Ortmannsdorf, Lokschuppen (2016)

### Ingenieurbauten
Muldenbrücke ⊙

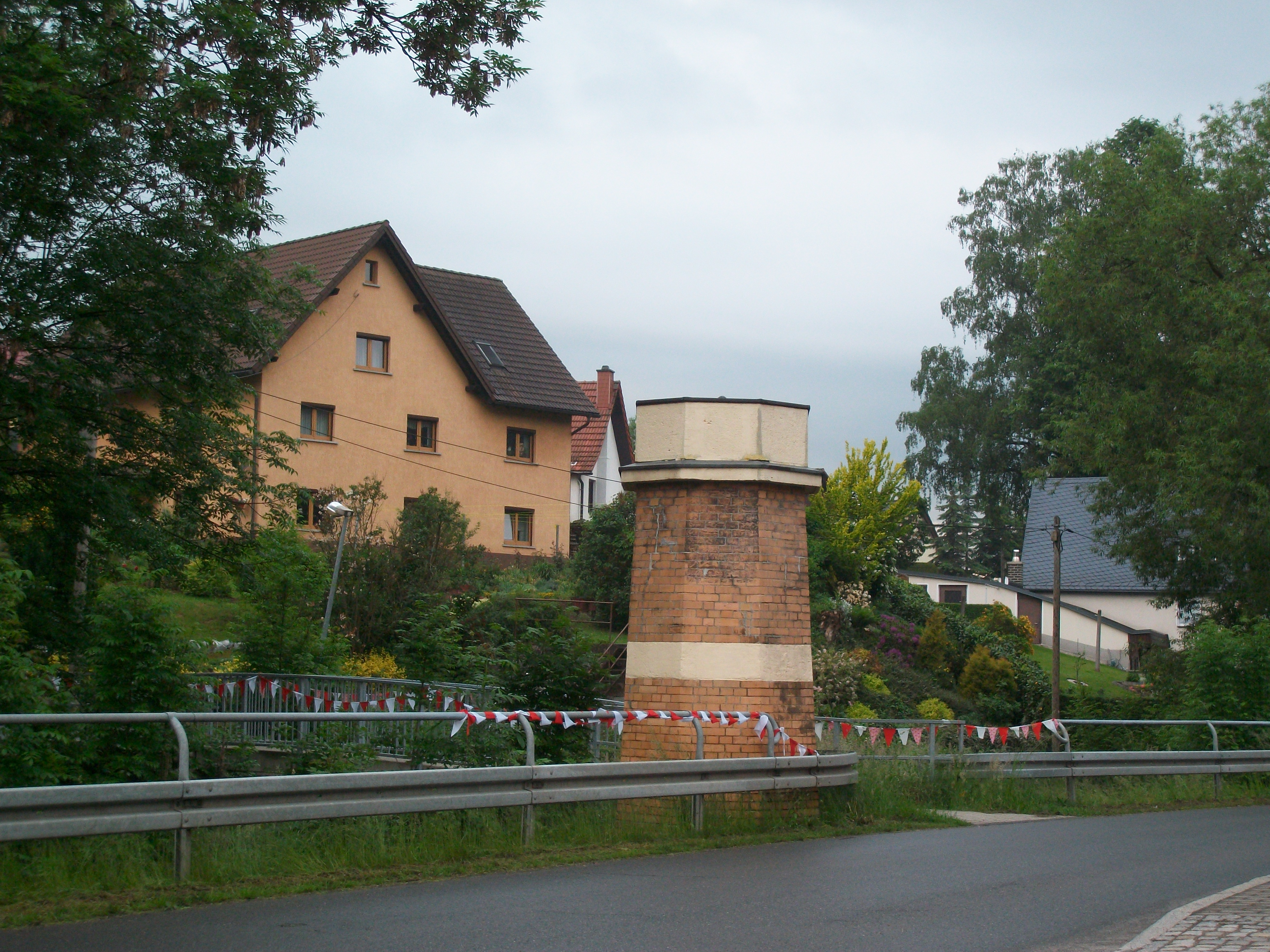
Ortmannsdorfer Viadukt, Brückenpfeiler (2016)

Die Zwickauer Mulde wurde bei Streckenkilometer 2,072 durch eine Gitterträgerbrücke überquert. Das 52,2 m lange Brückenbauwerk besaß vier Öffnungen, die lichte Höhe betrug 6,90 m. Der Hauptträger des den Fluss überspannenden Brückenteils wurde durch zwei oben liegende Parabelträger verstärkt. 1952 wurde die Brücke abgebaut.
Klingebrücke ⊙
Die 37,40 m lange Brücke überbrückte dem vom Volksmund „Klinge“ genannten Amselgrund. Der Blechträger ruhte auf zwei Pendelstützen, die lichte Höhe betrug 8,60 m.
Viadukt Ortmannsdorf ⊙
Das größte Brückenbauwerk der Schmalspurbahn war der Ortmannsdorfer Viadukt bei Kilometer 13,618, der sich trotz der Benennung nach dem Ortmannsdorfer Bahnhof vollständig auf dem Gebiet von Mülsen St. Niclas befand. Auf der 72,14 m langen Überführung wechselte die Bahn die Talseite und überquerte dabei den Mülsenbach und die Dorfstraße. Jeweils außen lagen zwei mit Sandstein ausgefüllte Bruchsteinbögen, im Mittelteil ruhten zwei Blechträger auf einem aus Ziegeln gemauerten Stützpfeiler.

## Fahrzeugeinsatz
Die eingesetzten Fahrzeuge entsprachen den allgemeinen sächsischen Bau- und Beschaffungsvorschriften für die Schmalspurbahnen und konnten daher freizügig mit Fahrzeugen anderer sächsischer Schmalspurstrecken getauscht werden.
Gekuppelt wurde ausschließlich mit Trichterkupplungen, gebremst mit Heberleinbremsen.

### Lokomotiven
Zu Beginn standen zunächst drei I-K-Lokomotiven zur Verfügung, benötigt wurde im Normalfall nur eine Maschine. Da zwischen ankommenden und abgehenden Zügen in Mosel nur wenig Zeit lag, war vor der Jahrhundertwende in Mosel eine zweite als Rangierlok eingesetzt. Die I K wurde auf der Mülsengrundbahn bis in die 1920er-Jahre eingesetzt.
Die III K lief zwar auch auf der Mülsengrundbahn, aber die meisten Einsätze waren nur kurzfristige Aushilfen.
Erstmals kamen 1898 zwei IV K zum Einsatz, der Oberbau war aber noch zu schwach für die Lokomotiven und sie wurden an andere Bahnen abgegeben. Mit einer Verstärkung des Oberbaus in den 1920er-Jahren übernahmen die Maschinen der Baureihe IV K den Verkehr. Bis zur Stilllegung wurde der Verkehr dann komplett mit dieser Baureihe durchgeführt.

### Wagen
Zunächst kamen nur zweiachsige Fahrzeuge zum Einsatz, ab dem Beginn des 20. Jahrhunderts kamen die ersten vierachsigen Personenwagen auf die Strecke, seit 1910 auch vierachsige Güterwagen.
Nach der Stilllegung wurde der Großteil der Personenwagen zur Rbd Greifswald und der Güterwagen zur Rbd Schwerin umgesetzt. Nur einzelne Fahrzeuge kamen zu anderen sächsischen Schmalspurbahnen.